# Roman Polanski
Pour les articles homonymes, voir Liebling et Polanski.
Roman Polanski (en polonais Roman Polański [ˈrɔman pɔˈlaj̃skʲi] ), de son vrai nom Raymond Thierry Liebling, né le 18 août 1933 à Paris, est un acteur, réalisateur, producteur et scénariste franco-polonais, également metteur en scène de théâtre et d'opéra,.
Il a réalisé une quarantaine de films, dont beaucoup ont été appréciés des critiques comme du grand public : Répulsion, Cul de sac, Le Bal des vampires, Rosemary's Baby, Chinatown, Le Locataire, Tess, Le Pianiste, The Ghost Writer, Carnage ou J'accuse.
Considéré comme un des cinéastes les plus talentueux depuis les années 1960, Roman Polanski a un des palmarès les plus étoffés de sa profession : un Ours d'or en 1966, cinq Césars de la meilleure réalisation entre 1980 et 2020, une Palme d'or en 2002, l'Oscar de la meilleure réalisation en 2003, et le grand prix du jury de la Mostra de Venise en 2019.
Survivant du ghetto de Cracovie, son enfance a été marquée par l'assassinat d'une partie de sa famille lors de la Shoah. Il subit une autre tragédie personnelle quand, en 1969, sa seconde épouse, Sharon Tate, est assassinée par des membres de la secte de Charles Manson, alors qu'elle était enceinte.
Recherché depuis 1978 par la justice américaine pour une affaire d'abus sexuel sur mineur, Roman Polanski est considéré comme un fugitif : condamné en 1977 à quatre-vingt-dix jours de prison, il est libéré pour bonne conduite quarante-deux jours plus tard ; le juge se ravise alors et déclare vouloir le condamner à nouveau, cette fois à une peine indéterminée. Informé par son avocat, le réalisateur quitte le pays en janvier 1978 et s'installe en France, pays dont il a la nationalité. Depuis lors, la justice américaine refuse de clore le dossier, tant que le réalisateur ne sera pas revenu aux États-Unis pour se présenter devant ses juges et elle a tenté à plusieurs reprises d'obtenir son extradition, sans succès jusqu'à ce jour.
Depuis les années 2010, plusieurs femmes l'accusent d'actes de violences sexuelles remontant aux années 1970 et 1980. Roman Polanski récuse ces accusations, ne reconnaissant comme fondée que celle de 1977.

## Biographie

### De Paris à Cracovie (1933-1939)
Raymond Thierry Liebling, naît le 18 août 1933 au no 6 de la rue Saint-Hubert, dans le 11e arrondissement de Paris.
Il est le fils unique de Mojżesz Liebling (1903-1983), Polonais issue d'une famille juive ashkénaze, peintre de son état, qui prendra le nom de « Ryszard Polański » en 1946. Il est né à Cracovie, ville qui avant la Première Guerre mondiale relevait de l'empire d'Autriche-Hongrie et est redevenue polonaise en 1918, avec l'établissement de la Deuxième République de Pologne. Il a émigré en France au cours des années 1920 pour tenter une carrière d'artiste-peintre, tout en travaillant dans une usine de phonographes.
Sa mère, Bella (ou « Bula ») Katz-Przedborska (1900-1943), est née d'une mère catholique et d'un père juif russe ; elle a déjà une fille, Annette, issue d'un premier mariage, lorsqu'elle épouse Mojżesz Liebling à l'automne 1932, après avoir divorcé de son premier époux.
Le jeune Raymond (en polonais : Rajmund) est, par facilité de prononciation, plutôt appelé « Roman », voire « Romek »,.
Il vit en France jusqu'à l'âge de 3 ans, puis, Mojżesz n'arrivant pas à se sentir chez lui en France, la famille repart pour la Pologne au début de 1937, et s'installe à Cracovie, rue Bolesław Komorowski (no 9). Mojżesz travaille dans diverses entreprises, puis ouvre un atelier de menuiserie.
Dès cette époque, sa demi-sœur Annette fait découvrir le cinéma à Roman, qui se rappelle avoir vu le film Amants (1938), où elle l'avait emmené avec elle.

### Période du ghetto (1939-1945)

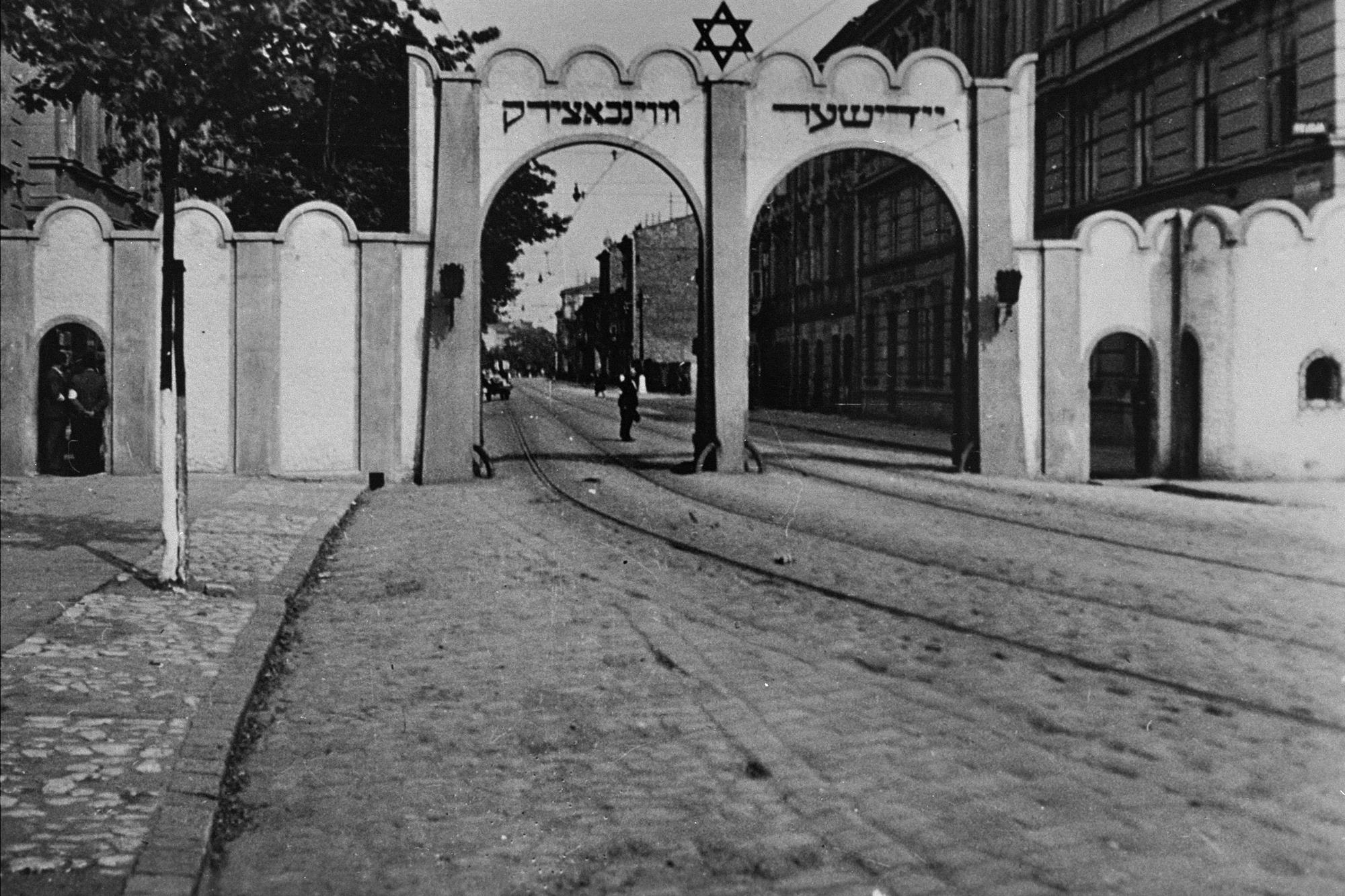
L'une des entrées du ghetto de Cracovie, où Polanski est contraint de vivre pendant la Seconde Guerre mondiale.

Après l'invasion de la Pologne par les troupes allemandes en septembre 1939, la famille Polanski subit les contraintes de la politique antisémite des Nazis. Les Polanski déménagent d'abord chez la mère de Mojżesz, Maria, dans le quartier de Kazimierz où Roman va à l'école jusqu'à ce que cela soit interdit aux enfants juifs. Puis ils sont obligés de venir dans le ghetto de Cracovie. Bella travaille comme femme de ménage au château du Wawel et Mojżesz dans une usine de munitions. Roman quitte fréquemment le ghetto par des voies détournées, aidé par son apparence parfaitement « aryenne ».
Il consacre une partie de son temps au cinéma, qui est celui des forces d'occupation. Il raconte : « Aller au cinéma n'était pas considéré comme un acte patriotique : la façade du bâtiment était régulièrement recouverte de graffitis comme « Seuls les porcs vont au cinéma ». Je me retrouvais donc souvent dans des salles vides, à regarder des films allemands, les seuls à être projetés : des comédies stupides, des opérettes nullissimes ou des drames de propagande. Je savais que c'était nul, mais être dans la salle me plaisait ».
En février 1943, sa mère Bella (enceinte de 4 mois) et sa grand-mère Maria Liebling sont emmenées au camp d'Auschwitz, très proche de Cracovie, où elles seront assassinées. Le 14 mars 1943, a lieu la liquidation du ghetto de Cracovie. Mojszesz aide son fils à partir en lui donnant de quoi être hébergé par des familles catholiques. Il va passer dans deux familles de Cracovie, dont la famille Putek, puis partir (sous le nom de Roman Wilk) durant l'été 1943 dans une famille très pauvre du village de Wysoka (actuel powiat de Wadowice) à 30 km de Cracovie. Il y reste jusqu'à l'automne 1944, puis revient chez les Putek à Cracovie qui est libérée par l'Armée rouge le 19 janvier 1945. C'est alors une période d'errance pour Roman, puis il retrouve deux oncles, Stefan Liebling, puis David qui partage un appartement avec une famille Horowitz (parmi laquelle Ryszard (en), né en 1939, devenu son ami, figurant sur la liste de Schindler et futur photographe).
Il retrouve son père, lorsque celui-ci rentre du camp de concentration de Mauthausen, . En décembre 1945, Mojszesz épouse Wanda Zajączkowska qui l'incite à changer de nom. Il devient officiellement Ryszard Polański (Richard Polanski), et Roman adopte aussi ce nom. Sa sœur Annette a aussi survécu à la guerre ; elle part ensuite pour Paris.
Roman continue de mener une existence assez indépendante de son père et de sa belle-mère. Il commence cependant à être scolarisé de façon régulière.

### Après-guerre (1946-1953)
Il est alors âgé de 13 ans. Il termine sa scolarité primaire, où il brille seulement en dessin, puis entre dans une formation technique d'électricien, qu'il abandonne par manque de motivation.
Parallèlement, il entre dès 1945 dans le mouvement scout, où il découvre sa vocation d'artiste et de comédien notamment lors du camp d'été de 1946 en Poméranie. Polanski explique que son goût pour « les blagues et les farces [l'a] beaucoup aidé dans les moments difficiles ».
En 1946, il intègre une troupe de Cracovie dirigée par Maria Biliżanka (1903-1988), « la Joyeuse Bande » (Wesola Gromadka), spécialisée dans les spectacles pour les enfants (éventuellement enregistrés et diffusés sous forme radiophonique) ; en 1948, cette compagnie devient le « Théâtre du jeune spectateur » (Teatr Młodego Widza). En 1948, Roman est choisi pour tenir le rôle principal dans la pièce Le Fils du régiment (Syn pułku) : le jeune paysan Wania, adopté par une unité de l'Armée rouge, prisonnier des Allemands pendant la guerre. La pièce devient, au fil des représentations, un triomphe national. Ce rôle lui vaut une distinction en 1950.
En 1949, il échoue au certificat de maturité, apparenté au baccalauréat en France ou au diplôme d'études collégiales au Québec. Il est ensuite accepté au Lycée d'arts (Państwowe Liceum Sztuk Plastycznych) de Cracovie, mais en est exclu en février 1952 à la suite d'un conflit avec le directeur, Wlodzimierz Hodys (1905-1987). Il fréquente alors une école d'art de Katowice.

### Débuts professionnels (1953-1961): école de Łódź
En 1953, il rencontre Andrzej Wajda, jeune auteur encore méconnu, qui le dirige dans Génération et devient son ami. Il considère alors Wajda comme « le premier metteur en scène polonais » ayant réussi à réaliser des films qui s'éloignent de la « grande hypocrisie » du cinéma d'État de l'époque.

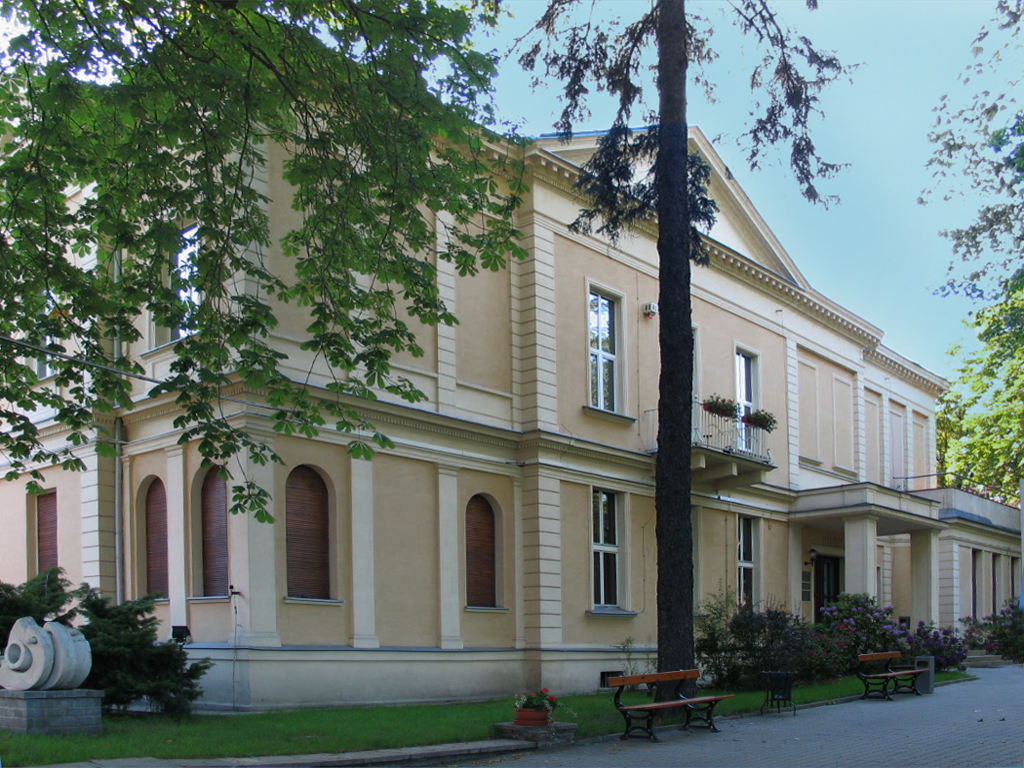
L'École nationale de cinéma de Łódź où Polanski fait ses études.

En 1955, Polański est reçu au concours de l'École nationale de cinéma de Łódź, fondée en 1948, qui permet à ses élèves de connaître non seulement les films soviétiques, mais aussi les films occidentaux inaccessibles au grand public polonais. Durant son cursus, il va y réaliser huit courts métrages remarqués au niveau international, à commencer par Rower (1955), inspiré par un épisode de sa vie.
À cette époque, naît son amitié avec le cinéaste Jerzy Skolimowski, originaire de Łódź et qui entrera à l'école de cinéma en 1959, ainsi qu'avec le jazzman Krzysztof Komeda qui composera la musique de la plupart de ses films jusqu'à sa mort en 1969. Le jazz est très important pour le groupe de jeunes dont il fait partie car il constitue une sorte de « rébellion » en Pologne. Il leur permet de se sentir plus modernes et « éloignés de la culture officielle ». Polanski commence à faire l'acteur dans ses films d'école, parce que les budgets en sont faibles et qu'il pense pouvoir « faire mieux que certains acteurs ».
En 1958, il obtient plusieurs récompenses pour Deux hommes et une armoire, son film de sortie d'école (15 minutes), le premier à être proposé au grand public.
En 1959, il épouse l'actrice principale de plusieurs de ses courts métrages, Barbara Kwiatkowska, mais ils divorcent en 1961.

### Révélation critique (1962-1967)
En 1962, il réalise son premier long métrage, le seul tourné dans sa langue maternelle : Le Couteau dans l'eau, coécrit avec Jerzy Skolimowski. Il y met en scène les rapports de forces entre un journaliste sportif brutal et un étudiant arrogant sur un voilier. Le film est mal accueilli en Pologne bien qu'il ne soit pas un réquisitoire explicite du mode de vie socialiste. Mais il fait planer un climat d'insécurité et laisse en suspens l'idée de tension sociale et de lutte de classes que les régimes communistes prétendent avoir abolie. On reproche au metteur en scène de ne pas faire un cinéma au service de l'État et de signer ainsi son passeport pour l'Occident. Le film lui ouvre en effet les portes de l'Ouest : après un succès international et un prix obtenu à la Mostra de Venise, Le Couteau dans l'eau est projeté officiellement au Festival du film de New York, fait la une du Time magazine et reçoit une nomination à l'oscar du meilleur film étranger, qui lui échappe au profit de 8 1/2 de Federico Fellini.
Polanski s'installe à Paris où il rencontre son ami Gérard Brach. À ses côtés, il écrit plusieurs scénarios qu'il tente de vendre, sans succès. C'est une époque qu'il qualifie par la suite de « vaches maigres »,. Il s'établit ensuite à Londres où il connait « une des périodes les plus heureuses de [sa] vie », réjoui de découvrir l'industrie du cinéma britannique qu'il intègre facilement, nonobstant sa méconnaissance d'alors de la langue anglaise.
Il met finalement en scène son second long métrage, un thriller produit par Gene Gutowski et coécrit avec Brach, ayant pour thème la schizophrénie : Répulsion, avec Catherine Deneuve. Les critiques le désignent alors comme le digne héritier d'Hitchcock mais certaines seront déçues car elles voyaient en lui un successeur de Luis Buñuel
En 1964, il se rend dans le comté de Northumberland afin d'y tourner une comédie noire et misanthrope, proche du théâtre de l'absurde : Cul-de-sac, interprétée par Donald Pleasence et Françoise Dorléac. Ces deux œuvres lui permettent de remporter respectivement un ours d’argent et un ours d’or au Festival de Berlin en 1965 et 1966.
En 1967, le réalisateur retrouve Gutowski, Brach et Komeda pour écrire, produire et réaliser la comédie horrifique Le Bal des vampires, son premier film en couleurs et en CinemaScope. Cette réalisation se veut une parodie burlesque des productions de la Hammer. Polanski y tient le haut de l'affiche avec la comédienne américaine Sharon Tate. Ils sont devenus amants sur le tournage et se marient à Londres le 20 janvier 1968. La réception très médiatisée au Playboy Club (en) dans le Mayfair reflète le bouillonnement culturel du Londres des Swinging Sixties avec des stars invitées en tenue pop et victorienne, dansant sur une musique psychédélique.

### Reconnaissance hollywoodienne (1968-1970)

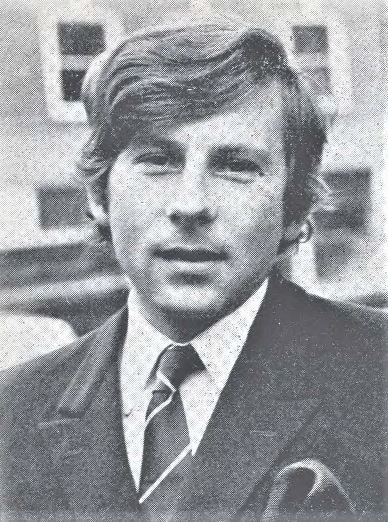
Roman Polanski en 1969.

Roman Polanski est repéré par le jeune producteur américain Robert Evans qui lui confie la réalisation de son premier film hollywoodien, produit par Paramount : le thriller fantastique Rosemary's Baby adapté du best-seller éponyme d'Ira Levin. L'histoire est celle d'une jeune femme victime d'une secte de sorciers octogénaires adorateurs de Satan, qui fait d'elle la mère de l’Antéchrist. Le livre est, selon Polanski, un « thriller remarquablement construit ». Le réalisateur est cependant agnostique et décide, lors de l'écriture du scénario, de ne pas garder l'aspect surnaturel de l'histoire, « Pour la crédibilité, je décidai donc de préserver une équivoque : la possibilité que les expériences surnaturelles de Rosemary soient un pur produit de son imagination enfiévrée. Voilà pourquoi une ambiguïté court délibérément tout le long du film ». Le rôle principal est confié à Mia Farrow alors que celui de son mari est attribué à John Cassavetes.
Produit pour un budget de deux millions de dollars, Rosemary's Baby se hisse au sommet du box-office de 1968, lance la mode des thrillers sataniques (L'Exorciste, La Malédiction…) et est reconnu par la critique comme l'un des chefs-d'œuvre du cinéma fantastique dans sa manière de suggérer l'horreur et de jouer de l'angoisse surnaturelle dans la banalité quotidienne. Deux fois nommé aux Oscars en 1969, le film vaut à Ruth Gordon, la voisine maléfique, la statuette du meilleur second rôle féminin. Polanski se voit quant à lui remettre le David di Donatello de la meilleure réalisation étrangère. En 2014, Rosemary's Baby est sélectionné dans le National Film Registry de la Bibliothèque du Congrès pour être préservé comme étant « culturellement, historiquement ou esthétiquement signifiant ».

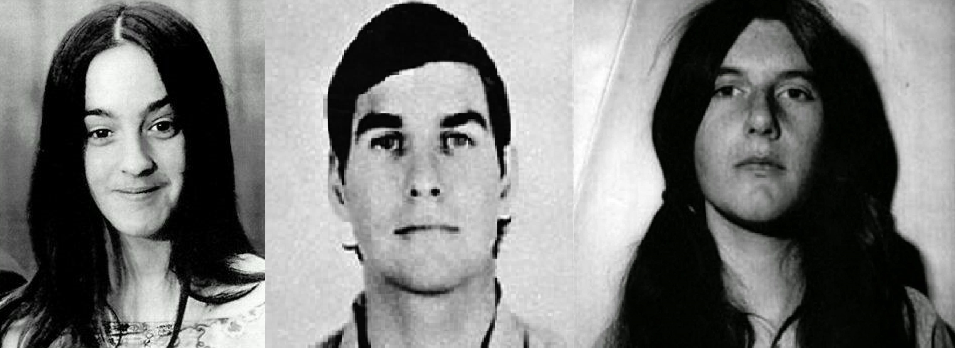
Les meurtriers de Sharon Tate : S. Atkins, C. Watson et P. Krenwinkel, 1971

Au faîte de sa gloire, Polanski est néanmoins ébranlé par un nouveau drame en 1969 : alors qu'il est en pleine préparation d'un film au Royaume-Uni, une adaptation du roman d'anticipation de Robert Merle Un animal doué de raison, sa femme Sharon Tate, enceinte de huit mois, trois de leurs amis proches, et un ami du jeune gardien de la propriété sont assassinés dans la demeure du couple, à Los Angeles sur Cielo Drive, par des proches de Charles Manson, gourou d'une secte appelée « la Famille » et tueur en série.

### Période européenne, puis retour à Hollywood (1971-1976)
Malgré la dépression qu'il traverse, Roman Polanski se plonge dans le travail et développe une adaptation du roman d'Henri Charrière intitulé Papillon. Le projet est néanmoins abandonné, malgré la présence de Warren Beatty au générique, faute de financement. Après la mort de Sharon Tate, Polanski se voit proposer de nombreux scénarios horrifiques qu'il refuse jusqu'au dernier, « Bien peu de sujets me paraissaient dignes d'efforts. Je croyais savoir, en outre, que mon prochain film serait examiné plus pour son sujet que pour sa qualité. Un récit d'aventure comme Papillon eût été acceptable ; une comédie, un film d'horreur ou un policier étaient hors de question ».
Passionné depuis l'enfance par l’œuvre de William Shakespeare, il finit par choisir de tourner une adaptation de la tragédie Macbeth. Le film est en partie produit par Hugh Hefner et la filiale de production du groupe Playboy après les refus successifs des studios hollywoodiens. Le tournage, avec Jon Finch et Francesca Annis dans les rôles principaux, a lieu au pays de Galles et est continuellement retardé à cause des pluies abondantes. Lors de sa sortie en 1971, Macbeth est considéré par la critique comme une réaction de Polanski après le meurtre de sa femme. Selon lui, « la plupart des critiques américains estimèrent que j'avais utilisé ce film dans un but cathartique. La vérité est que j'avais choisi Macbeth parce que j'espérais que Shakespeare au moins me mettrait au-dessus de tout soupçon ». La violence du film lui est également reprochée mais, d'après Polanski, « Macbeth est une pièce violente. On doit la montrer telle qu'elle est. Ne pas la montrer telle qu'elle est, ne pas la décrire de façon réaliste, c'est immoral et nuisible. Si l'on ne dérange pas les gens, c'est de l'obscénité ». Malgré l'échec commercial du film, Roman Polanski souhaite en réaliser un autre immédiatement afin de « prouver que j'en étais encore capable ».
Il tourne alors en Italie une comédie grinçante à l'humour absurde avec Marcello Mastroianni et Sydne Rome, Quoi ?, sortie en 1972. Le film est pour le réalisateur « un produit de son époque. La production s'est déroulée dans le bref intervalle qui a séparé l'invention de la pilule de l'apparition du sida. Une époque bénie où le sexe était encore un plaisir et non pas quelque chose de dangereux ». Polanski ajoute, « Sur le film lui-même, il y a peu à dire. Il eut du succès en Italie, connut une modeste carrière dans le reste de l'Europe et fut un échec complet aux États-Unis ».

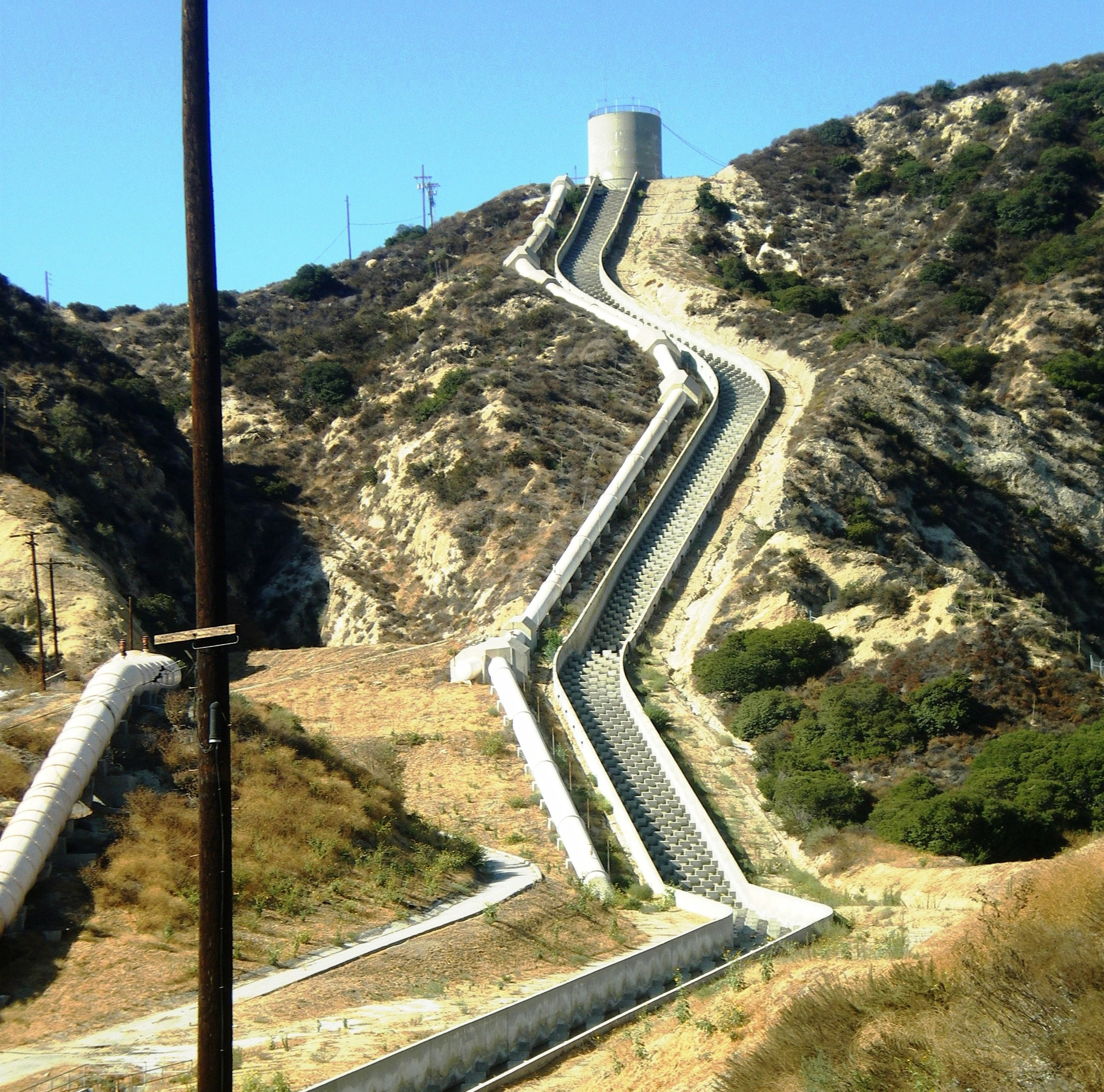
L'aqueduc de Los Angeles, l'un des lieux de tournage de Chinatown (1974).

Alors qu'il souhaite s'installer définitivement à Rome, Roman Polanski se laisse convaincre par Jack Nicholson et le producteur Robert Evans de revenir aux États-Unis afin de travailler sur un projet de film noir intitulé Chinatown. Selon le réalisateur, le scénario original écrit par Robert Towne « débordait d'idées, de dialogues remarquables et de personnages magistralement campés mais souffrait de l'excessive complication d'une intrigue qui partait un peu dans tous les sens. Il n'était pas filmable en l'état, mais, enfoui dans ses cent quatre-vingts et quelques pages, se cachait un film merveilleux ». Malgré un tournage prévu à Los Angeles qui lui rappelle le drame de 1969, Roman Polanski est fasciné par le projet et réécrit pendant huit semaines le scénario avec Towne,. L'objectif du réalisateur est de « créer une atmosphère à la Philip Marlowe, ce que je n'avais pas trouvé dans les films comme je le trouvais dans les romans de Dashiell Hammett ou Raymond Chandler ». Il souhaite également faire un film réaliste et « recréer le style de l'époque grâce à une reconstitution scrupuleuse du décor, des costumes et du langage — et non pas une imitation délibérée, en 1973, des techniques des films des années trente ».
Le rôle du détective privé, J.J. Gittes, est confié à Nicholson et celui de la femme fatale à Faye Dunaway. Les relations du réalisateur avec cette dernière sont désastreuses pendant le tournage, Polanski reprochant à l'actrice l'attention obsessionnelle qu'elle accorde à son interprétation, à sa coiffure et à son maquillage, mais reconnaît néanmoins n'avoir jamais rencontré une actrice prenant son travail avec autant de sérieux,. Lors de sa sortie en 1974, Chinatown connaît un grand succès public et critique. Produit pour un budget de six millions de dollars, le film en rapporte près de trente rien qu'aux États-Unis. Il est également récompensé par quatre Golden Globes, dont celui du meilleur film dramatique et de la meilleure réalisation pour Polanski, et reçoit onze nominations aux Oscars, Robert Towne remportant le trophée du meilleur scénario original. En 1991, Chinatown est sélectionné dans le National Film Registry de la Bibliothèque du Congrès pour être préservé comme étant « culturellement, historiquement ou esthétiquement important ». Le film est également considéré comme l'un des meilleurs films réalisés par Roman Polanski et, plus généralement, comme l'un des plus grands films de l'histoire du cinéma.
Après avoir mis en scène l'opéra d'Alban Berg, Lulu, pour le festival de Spolète en Italie en 1974, Roman Polanski revient à Paris où il concrétise un projet d'adaptation du roman de Roland Topor, Le Locataire chimérique. Le Locataire, qu'il fait éclairer par Sven Nykvist, chef opérateur attitré d'Ingmar Bergman, puis qu'il réalise et joue aux côtés d'Isabelle Adjani et de Shelley Winters, voit le jour en 1976. Cependant, même si l'étrangeté paranoïaque et cauchemardesque du récit séduit aujourd'hui les critiques qui considèrent cette œuvre comme l'une de ses plus abouties, cette fable sur l'aliénation urbaine et l'anomie, d'une fantaisie noire proche du délire, est mal reçue lors de sa présentation en compétition au 29e Festival de Cannes et ne rencontre pas le succès commercial escompté. Selon Polanski, le film « reste une expérience ratée mais intéressante, admirée par certains étudiants des écoles de cinéma et considérée par d'autres comme un film culte ». La même année, le réalisateur assure la direction scénique du Rigoletto de Giuseppe Verdi pour l'Opéra de Munich.

### Années parisiennes (1979-1999)
Définitivement établi en France à partir de 1978 à la suite d'une affaire d'abus sexuel sur une mineure, Roman Polanski s'engage dans une entreprise de grande ampleur dont Claude Berri est le principal producteur : en mémoire de sa défunte épouse Sharon Tate, le cinéaste réalise un mélodrame rural et romantique, Tess, qu'il considère comme « le film de ma maturité » et comme son seul film véritablement romantique. Il s'agit de l'adaptation du roman de Thomas Hardy, Tess d'Urberville, qui évoque les malheurs d'une jeune paysanne à l'époque victorienne. « Ce qui m'a attiré dans le personnage de Tess, c'est ce mélange d'incroyable honnêteté, de soumission et de fatalisme. Elle ne se plaint jamais. Des choses terribles lui arrivent, et elle ne se plaint jamais, jusqu'à la fin ». Le rôle-titre est confié à Nastassja Kinski,,,. Le tournage s'étale sur une période de neuf mois sur quatre saisons et dans quarante lieux différents. Pour Polanski, « Tess a exigé beaucoup d'efforts, de temps et d'énergie. Et pourtant, la plupart des acteurs et techniciens se souviennent de ce tournage comme de l'un des plus heureux de leur vie. Une partie de l'atmosphère idyllique a dû se refléter dans le film »,.
La post-production du film est cependant difficile pour le réalisateur qui va jusqu'à parler de l'une des pires expériences de sa carrière. Afin de respecter les délais de sortie, il doit utiliser simultanément cinq salles de montage afin de trier une quarantaine d'heures de pellicules. Le montage du film s'étale sur une période d'un an où se succèdent deux monteurs différents. Un conflit éclate alors entre Polanski et Berri, le producteur voulant amputer le film de trente minutes pour faciliter son exploitation, Polanski refusant les coupes et ayant beaucoup de mal à trouver un montage adéquat. Hervé de Luze est finalement engagé pour finaliser le montage et devient dès lors le monteur attitré de Polanski. Tess est un grand succès, à la fois critique et commercial, lors de sa sortie en 1979, et permet à Roman Polanski de remporter deux César, celui du meilleur film et de la meilleure réalisation,. Le film ne sort que l'année suivante aux États-Unis, les distributeurs étant rebutés par sa longue durée. Mais l'œuvre est un succès outre-atlantique et reçoit le Golden Globe du meilleur film en langue étrangère ainsi que trois Oscars sur six désignations. Malgré cette réussite, Polanski envisage de mettre un terme à sa carrière de réalisateur, désabusé par le calvaire qu'a été la post-production,.
Roman Polanski reçoit ensuite un accueil triomphal pour son retour au théâtre avec la pièce de Peter Shaffer, Amadeus, qu'il met en scène et interprète au côté de François Périer en 1981. Trois ans plus tard, il publie son autobiographie, avec un calembour comme titre, Roman par Polanski, aux éditions Robert Laffont,.

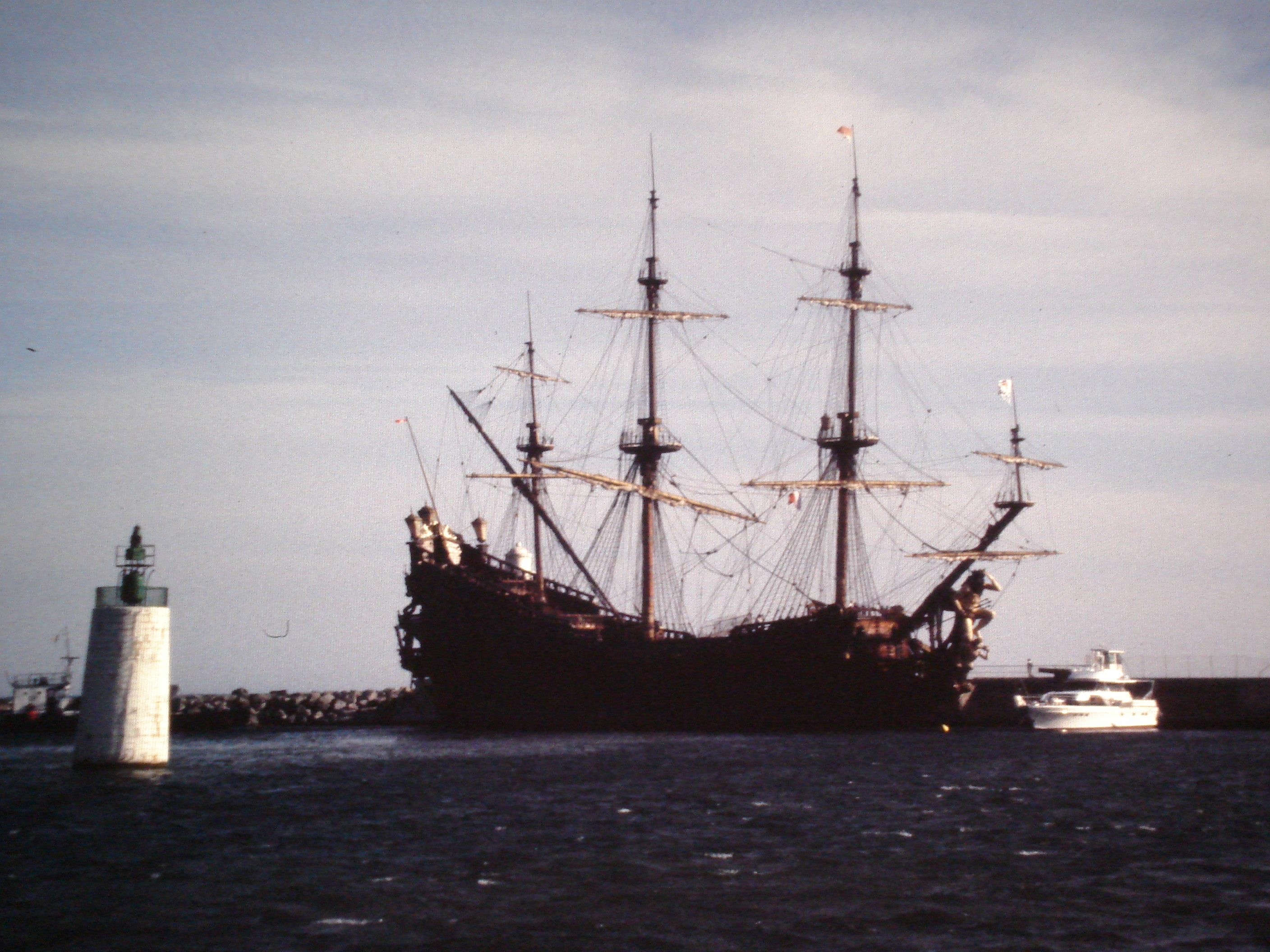
Le galion Neptune construit pour Pirates, ici au port de Cannes au mois de mai 1986 pour la présentation du film au Festival.

Il fait son retour au cinéma avec le film d'aventure Pirates, en hommage aux films d'aventures hollywoodiens des années 1930 qui ont bercé son enfance : ceux entre autres de Michael Curtiz avec Errol Flynn. Le tournage en Tunisie se révèle cauchemardesque. Selon le producteur exécutif Thom Mount, « Pirates fut un exemple classique de manque de préparation, de développement incomplet et d'échec à la mise en œuvre. Tout est allé de travers ». En plus des différents problèmes météorologiques et financiers — le budget passa de treize millions et demi de dollars à trente-trois millions et demi, les acteurs Walter Matthau et Cris Campion ne sont pas à la hauteur des espérances de Polanski. Ce dernier considère Pirates comme son projet le plus difficile, « J'ai dû consentir à trop de compromis. J'ai dû tailler à vif dans le script et me résigner à un casting qui ne me convenait pas. Travailler comme un fou pendant vingt-huit semaines sur la Méditerranée et en Tunisie avec une équipe internationale dont les membres ne se comprenaient pas entre eux, avec un budget insuffisant et toutes sortes d'obstacles naturels… Pour chaque plan, j'avais l'impression d'arracher un poisson de la gueule d'un requin ». Présenté hors-compétition lors du 39e Festival de Cannes en 1986, Pirates est un désastre critique et commercial, rapportant seulement un peu plus de six millions de dollars de recettes à l'échelle mondiale.
Roman Polanski travaille ensuite sur une adaptation de la bande dessinée Le Sceptre d'Ottokar issue des Aventures de Tintin de Hergé. Le film doit être produit par Steven Spielberg mais ne voit pas le jour, le personnage de Tintin n'ayant pas un potentiel commercial suffisant pour les studios américains.
Polanski accepte alors une commande de la Warner Bros. qui lui laisse toute liberté sur le sujet et le scénario. Il écrit avec Gérard Brach le thriller hitchcockien Frantic dans lequel disparaît l'épouse d'un cardiologue américain, joué par Harrison Ford. Le tournage a lieu à Paris, le réalisateur souhaitant tourner dans sa ville après deux années passées en Tunisie. « L'idée était de tourner un film sur les choses que je connais, de montrer mon Paris. Je voulais me débarrasser de tout ce qui était trop pittoresquement parisien, montrer la ville telle qu'elle se présente aujourd'hui. C'était la ville comme je la vois et non pas telle que l'imaginent les Américains ». C'est à cette occasion qu'il rencontre sa future femme, de trente-trois ans sa cadette, Emmanuelle Seigner, qu'il épouse en 1988, l'année de la sortie du film. Le film est un succès critique et commercial modéré.
En 1991, Roman Polanski préside le jury du 44e Festival de Cannes. Sa méthode est assez controversée ; on lui reproche de ne pas être ouvert aux autres membres du jury et de les avoir enivrés pour forcer la décision de l'attribution de la Palme d'or. Il ne s'était pas caché de détester toute la sélection, à l'exception de Barton Fink des frères Coen, souvent considéré comme un hommage à son propre univers, notamment sa « trilogie des appartements »,. C'est ce film qu'il récompensa ainsi au-delà du raisonnable, pour en faire l'œuvre la plus primée de l'histoire du festival : outre la Palme d'or, le jury, sous son impulsion, lui décerne le prix de la mise en scène et le prix d'interprétation masculine pour John Turturro dans le rôle-titre. La presse décria beaucoup le déséquilibre du palmarès, car beaucoup de films appréciés dans la sélection furent ignorés, surtout Van Gogh. Le cas ne s'était jamais produit et le délégué général du festival Gilles Jacob prendra des mesures pour éviter qu'un film ne puisse obtenir à nouveau trop de récompenses : la Palme d'or ne peut désormais plus se cumuler avec d'autres prix de la sélection officielle,,,,.

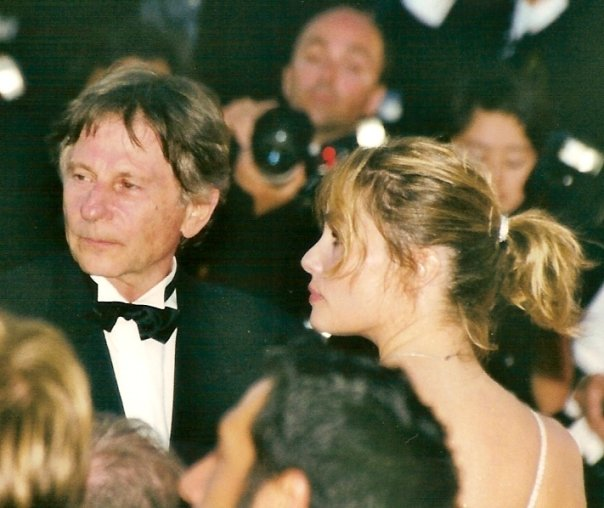
Roman Polanski avec Emmanuelle Seigner au festival de Cannes 1992.

Polanski souhaite ensuite changer radicalement de sujet pour son film suivant afin de pouvoir explorer la traîtrise des relations humaines. Il signe alors Lunes de fiel, libre adaptation du roman éponyme de Pascal Bruckner, sur une histoire d'amour tortueuse et perverse qui voit un couple se consumer tout en entraînant un couple d'Anglais rangés dans un maelström érotique autodestructeur. Les rôles principaux sont confiés à Emmanuelle Seigner, Hugh Grant, Kristin Scott Thomas et Peter Coyote. Bien que cela ait été suggéré dans la presse, le réalisateur nie que ce film soit représentatif de sa relation avec sa nouvelle épouse, alors âgée de vingt-cinq ans, ou présente un quelconque caractère autobiographique. Le film n'est pas un grand succès lors de sa sortie en 1992 mais, selon Polanski, « le budget n'était pas considérable, aussi avons-nous travaillé dur et sous une terrible pression, mais j'ai fait ce que je voulais, et personne n'a contesté le résultat. » Toujours en 1992, il dirige pour la scène de l'Opéra Bastille une nouvelle version des Contes d'Hoffmann d'Offenbach avec José van Dam et Natalie Dessay.
Le dramaturge chilien Ariel Dorfman accepte parmi plusieurs propositions celle de Polanski d'adapter pour le cinéma sa pièce à succès, La Jeune Fille et la Mort, racontant les traumatismes subis par les victimes des tortures dans les dictatures d'Amérique latine. Selon Dorfman, « je savais qu'avec lui, j'avais un réalisateur qui comprendrait le sens profond de l'histoire sans que j'aie besoin de lui expliquer. Il avait connu ce genre de répression plusieurs fois dans sa vie. J'avais besoin d'un réalisateur capable d'interpréter La Jeune Fille et la Mort à partir de sa propre expérience ». Polanski avoue être fasciné par le fait de raconter une même histoire à travers différents personnages, « de mettre en lumière ces points de vue qui ne concordent pas ». Le film, tourné dans l'ordre chronologique de façon à maintenir l'évolution émotionnelle des acteurs — Sigourney Weaver, Ben Kingsley et Stuart Wilson — est un succès critique, mais un échec commercial lors de sa sortie en 1994. La même année, Roman Polanski joue face à Gérard Depardieu l'un des rôles principaux du film de Giuseppe Tornatore, Une pure formalité.
Il commence en 1996 le tournage d'une production ambitieuse intitulée The Double, librement inspirée d'une nouvelle de Fiodor Dostoïevski, avec John Travolta et Isabelle Adjani dans les rôles principaux. Mais, à la suite de différends avec Travolta concernant des modifications du script, le projet est abandonné alors que les contrats des techniciens sont signés et les décors construits aux studios de Boulogne. La même année, Polanski préside le jury de la 53e Mostra de Venise où il déclenche une polémique après avoir attribué la coupe Volpi de la meilleure actrice à une fillette de 5 ans : Victoire Thivisol pour Ponette de Jacques Doillon, prix pourtant attribué à l'unanimité. Polanski se tourne ensuite vers le théâtre et met en scène en 1997 Fanny Ardant dans la pièce de Terrence McNally, Maria Callas, la leçon de chant, qui lui vaut d'être nommé aux Molières. La même année, il supervise la création d'une comédie musicale adaptée du Bal des vampires, qui démarre à Vienne et entame une tournée triomphale de Stuttgart à Hambourg.
En 1998, il est élu à l'Académie des beaux-arts dans la catégorie Création artistique pour le cinéma et l'audiovisuel (créée en 1985).
Il revient au cinéma avec une adaptation du roman d'Arturo Pérez-Reverte, Le Club Dumas, qu'il intitule La Neuvième Porte, avec Johnny Depp et Emmanuelle Seigner dans les rôles principaux. Selon le réalisateur, le livre est « un superbe divertissement, un roman baroque, ludique, foisonnant, ouvrant sans cesse de nouvelles pistes, vraies ou fausses. J'y ai pris un grand plaisir, mais il m'a semblé que sa transposition exigeait des choix précis et rigoureux. Le cinéma, dans mon esprit, demande des constructions plus cohérentes, plus rigides. Il fallait aussi faire un tri pour aboutir à un film d'une durée normale. C'est pourquoi j'ai seulement retenu ce que j'aimais le plus dans ce récit. C'est un défi d'adapter un roman aussi complexe, mais j'aime ce genre de travail. J'aborde cela comme un jeu de patience, comme l'assemblage d'un vaste puzzle, et j'y trouve de grandes satisfactions ». Le film comporte quelque deux cents effets spéciaux, certains plus convaincants que d'autres selon le propre aveu de Polanski qui le considère comme un échec artistique : « Je voulais que le film soit une comédie, une parodie du genre. Mais il semble que personne n'ait vraiment saisi mon propos. Je crois aussi que Johnny n'a pas saisi le côté humoristique de son personnage. C'est un très bon acteur et son interprétation est excellente, mais ce n'est pas tout à fait le ton que je souhaitais ». Lors de sa sortie, le film rencontre un succès critique et commercial modéré.

### Consécration internationale (années 2000)
« Le Pianiste est un film que j'aurais pu tourner les yeux fermés, ayant moi-même vécu ces événements et en les gardant très présents en moi. »

— Roman Polanski

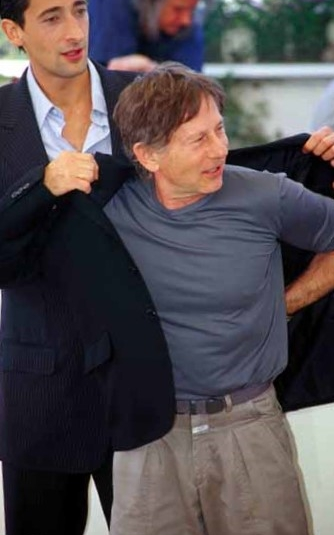
Roman Polanski avec Adrien Brody au festival de Cannes 2002.

Au début des années 1990, connaissant le passé de Roman Polanski et son désir de réaliser un jour un film sur la Shoah, Steven Spielberg lui propose de mettre en scène La Liste de Schindler. Polanski refuse, le sujet étant trop proche de son vécu, « Cela parlait de gens que je connaissais personnellement. Je ne pouvais pas tourner cette histoire ». Le but du réalisateur n'est pas de faire un film autobiographique mais d'utiliser son expérience dans un film de fiction sur le sujet. Lorsqu'il découvre quelques années plus tard les mémoires du pianiste polonais Wladyslaw Szpilman racontant sa survie pendant la Seconde Guerre mondiale, Polanski est convaincu que « le moment était venu. On ne trouve pas souvent des récits de ce genre ». Le réalisateur est particulièrement sensible à ce qu'il appelle « la précision et la distance que le survivant porte en lui » et confie le rôle de Szpilman à Adrien Brody, « Je n'ai jamais cherché la ressemblance physique. Je voulais un acteur qui puisse se glisser dans la peau du personnage tel que je l'avais imaginé en travaillant sur le scénario. Il était important que ce soit quelqu'un de peu connu. Le film étant tourné en anglais, il nous fallait un acteur qui parle la langue. Quand j'ai vu quelques-uns des films d'Adrien Brody, je n'ai plus hésité : il était Le Pianiste ».
Polanski estime qu'il s'agit de son film le plus personnel et les recherches préalables sont pour lui plus douloureuses que le tournage, « Cependant, pendant les six mois de tournage, il y eut des moments qui me rappelaient les événements passés avec une telle intensité que j'en avais le souffle coupé ». Les ruines de Varsovie sont reconstituées aux studios de Babelsberg, le réalisateur refusant de recourir aux images de synthèse. Le Pianiste est présenté en compétition lors du 55e Festival de Cannes en 2002 où le jury présidé par David Lynch lui décerne la Palme d'or. Le film est un triomphe aussi bien critique que commercial et reçoit sept Césars l'année suivante dont ceux du meilleur film, de la meilleure réalisation et du meilleur acteur pour Brody. Le Pianiste est également nommé pour sept oscars dont celui du meilleur film et remporte trois statuettes lors de la 75e cérémonie : meilleur réalisateur pour Polanski, meilleur acteur pour Brody et meilleure adaptation pour Ronald Harwood. Malgré les demandes, le cinéaste ne se rend pas à Los Angeles où l'annonce de sa victoire provoque une ovation debout dans l'assistance. Remettant le prix, Harrison Ford, acteur de Frantic, s'engage à lui transmettre personnellement le trophée, ce qu'il fait publiquement, cinq mois plus tard, au Festival du cinéma américain de Deauville. Roman Polanski considère Le Pianiste comme sa meilleure œuvre et déclare, « En vérité, pendant le tournage, j'ai eu l'impression que tout ce que j'avais fait jusqu'alors n'était qu'une répétition en vue de ce tournage ».
Après Le Pianiste, Roman Polanski joue dans le film Zemsta (2002) réalisé par son compatriote Andrzej Wajda. L'année suivante, il met en scène Hedda Gabler, le drame du Norvégien Henrik Ibsen, avec Emmanuelle Seigner dans le rôle-titre, au Théâtre Marigny. Puis il supervise à Stuttgart en 2004 et à Berlin en 2005 une nouvelle version de la comédie musicale tirée de son classique Le Bal des vampires.
Alors qu'il souhaite tourner un film que ses enfants puissent voir, Roman Polanski, au cours d'une conversation avec sa femme, se remémore la comédie musicale de Carol Reed, Oliver ! (1968), tirée du roman de Dickens, et choisit de proposer une nouvelle version d'Oliver Twist. « J'ai relu le livre, et ce fut un véritable bonheur — l'humour, l'ironie, le sarcasme sont irrésistibles. Les personnages sont superbement décrits. C'était un défi, et j'ai pensé qu'il y avait là une histoire remarquable, un trésor d'idées, de situations, d'atmosphères, bref un excellent prétexte pour recréer un monde disparu. Tous ces éléments étaient captivants. Reconstituer le Londres du XIXe siècle dans un studio, voilà un exploit digne d'un réalisateur ». Oliver Twist est tourné principalement aux Studios Barrandov de Prague en République tchèque, avec les acteurs Barney Clark dans le rôle titre et Ben Kingsley, pour un budget de 50 millions d'euros, le plus important dont Polanski ait jamais disposé. Le film est présenté pour la première fois lors du 30e Festival international du film de Toronto en 2005 et reçoit des critiques positives mais n'obtient pas le succès commercial escompté.

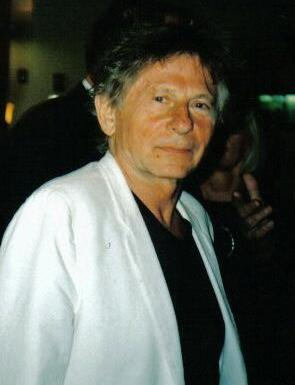
Roman Polanski en 2007.

En 2006, Roman Polanski dirige Thierry Frémont au Théâtre Hébertot dans Doute, écrit par John Patrick Shanley.
L'année suivante, il entreprend de réaliser une adaptation du roman Pompéi de Robert Harris. Ce dernier est engagé pour l'écriture du scénario qui relate la destruction de Pompéi et ses villes environnantes par l'éruption du Vésuve en 79. Le tournage est prévu pour durer cinq mois en Italie, avec Orlando Bloom et Scarlett Johansson dans les rôles principaux, pour un budget de 130 millions de dollars. Polanski abandonne cependant le projet à la suite de problèmes d'emploi du temps, de financement et de retards de production dus à la grève des scénaristes à Hollywood, entamée à l'été 2007 et terminée en 2008.
En 2007, il dirige Denis Podalydès, Sara Forestier et Michel Vuillermoz dans Cinéma érotique, l'un des segments du film à sketches Chacun son cinéma, œuvre collective en l'honneur des soixante ans du Festival de Cannes. Lors de la conférence de presse réunissant les différents réalisateurs, dont les frères Coen, les frères Dardenne, David Cronenberg, David Lynch, Pedro Almodóvar, Jane Campion ou encore Alejandro González Iñárritu, Polanski évoque « une occasion unique d'avoir une assemblée de metteurs en scène importants » et déplore la pauvreté des questions qui leur sont posées, avant de partir brutalement.
En 2009, il réalise Greed, une fausse publicité sur commande de l'artiste plasticien Francesco Vezzoli, avec Natalie Portman et Michelle Williams, dans laquelle il parodie la stratégie et l’esthétique publicitaires lors d'un lancement de parfum.

### Adaptations à succès (années 2010)
Le projet Pompéii n'ayant pas abouti, Robert Harris envoie au réalisateur un exemplaire de son roman L'Homme de l'ombre avant même qu'il ne soit publié. Polanski décide immédiatement de signer l'adaptation de l'ouvrage sur grand écran. L'histoire, qui rappelle au cinéaste les romans de Raymond Chandler, est celle d'un écrivain fantôme engagé pour réécrire les mémoires de l'ancien chef du gouvernement britannique, lui-même inspiré par Tony Blair. Le tournage de The Ghost Writer a lieu en Allemagne avec un casting composé d'Ewan McGregor, Pierce Brosnan, Olivia Williams, Kim Cattrall ainsi qu'Eli Wallach. La post-production du film est marquée par l'arrestation à Zurich de Polanski le 27 septembre 2009, rattrapé par l'affaire de 1977 (voir infra). Il achève le film de sa cellule puis de son chalet de Gstaad où il est astreint à résidence durant plusieurs mois avant sa libération par les autorités suisses le 12 juillet 2010. La première de The Ghost Writer a lieu lors du 60e festival du film de Berlin où Polanski se voit décerner l'Ours d'argent de la meilleure mise en scène. Le film est acclamé aussi bien par la presse que le public et Polanski obtient l'année suivante les césars de la meilleure réalisation et de la meilleure adaptation.

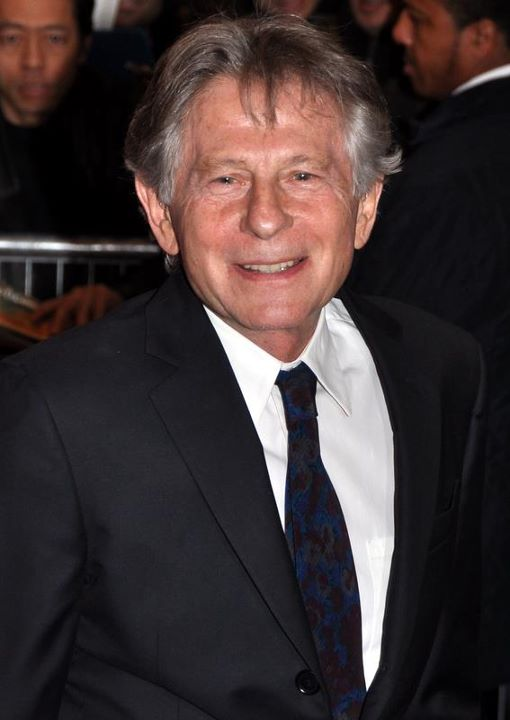
Roman Polanski en 2011.

Durant son assignation à résidence, Roman Polanski développe une adaptation de la pièce Le Dieu du carnage de Yasmina Reza en collaboration avec son auteure. L'histoire est celle de deux couples réglant leurs comptent après une bagarre entre leurs enfants respectifs. La pièce est pour Polanski une « satire des valeurs bourgeoises conventionnelles, du politiquement correct et de l'hypocrisie des politesses mondaines avec ses sourires factices » et représente pour lui un défi artistique, à savoir celui de faire un film en temps réel et dans un lieu restreint. Le tournage, précédé de deux semaines de répétitions intensives, a lieu au studios de Bry-sur-Marne et met en scène les comédiens Jodie Foster, Kate Winslet, Christoph Waltz et John C. Reilly. Rebaptisé Carnage, le film est présenté en compétition lors de la 68e Mostra de Venise en 2011 où il reçoit un accueil favorable de la presse et du public et permet à Roman Polanski de remporter l'année suivante le César de la meilleure adaptation, pour la deuxième année consécutive,. La même année, il fait l'objet d'un documentaire réalisé par Laurent Bouzereau, Roman Polanski : A Film Memoir, tourné en partie pendant son assignation à résidence à Gstaad, et dans lequel il revient sur sa vie et sur sa carrière.
En 2012, Roman Polanski se rend au Festival de Cannes afin de présenter une version restaurée de Tess dans la section Cannes Classics, ainsi qu'un spot publicitaire intitulé A Therapy, réalisé pour Prada avec Ben Kingsley et Helena Bonham Carter, qu'il définit comme « une espèce d'antipublicité ». Son agent américain, Jeff Berg, lui fait alors découvrir le texte de la pièce de théâtre La Vénus à la fourrure du dramaturge américain David Ives, inspirée du roman homonyme de Leopold von Sacher-Masoch. Le réalisateur est séduit par l'humour — « Le texte était tellement drôle que je riais tout seul – ce qui est quand même rare. L’ironie de la pièce, qui frôle parfois le sarcasme, était irrésistible », et par l'idée d'offrir un beau rôle à sa femme. Ce huis clos à deux personnages se déroule intégralement dans un théâtre et met en scène l'inversion du rapport de forces entre un metteur en scène hautain et une comédienne apparemment stupide. Le tournage, censé débuter au mois de novembre 2012 au théâtre Récamier avec Emmanuelle Seigner et Louis Garrel dans les rôles principaux, est finalement reporté en janvier 2013 à la suite du remplacement de Garrel par l'acteur Mathieu Amalric. Présenté la même année en compétition au 66e Festival de Cannes, La Vénus à la fourrure est plébiscité par la presse et permet à Roman Polanski de remporter un quatrième césar de la meilleure réalisation.
Lors de la promotion de La Vénus à la fourrure, Roman Polanski dévoile travailler sur une nouvelle adaptation d'un roman de Robert Harris, D., à propos de l'affaire Dreyfus et dans laquelle il voit un parallèle entre l'acharnement médiatique et judiciaire envers le capitaine Dreyfus et ses propres déboires avec la presse. Le projet est repoussé à plusieurs reprises, à la suite de nombreuses difficultés de production et de casting.
En 2014, Roman Polanski réalise le clip du single You think you're a man de sa femme, Emmanuelle Seigner, reprise d'une chanson de Divine du même titre.
La même année, il met en scène une nouvelle version de la comédie musicale tirée de son classique Le Bal des vampires, dont les représentations ont lieu entre octobre 2014 et juin 2015 au Théâtre Mogador à Paris. En 2016, pour répondre à des biographies qu'il dénonce comme peu véridiques, il fait rééditer son autobiographie, alors épuisée, Roman par Polanski, chez Fayard. Par manque de motivation, il ne prolonge pas le récit de sa vie mais rajoute un épilogue où il revient sur les trois décennies qui ont passé depuis la première publication, notamment sur les récents rebondissements concernant l'affaire de 1977,. La même année, il donne une leçon de cinéma sur la technique cinématographique à la Cinémathèque française où il parraine l'exposition « De Méliès à la 3D : la machine cinéma »,.

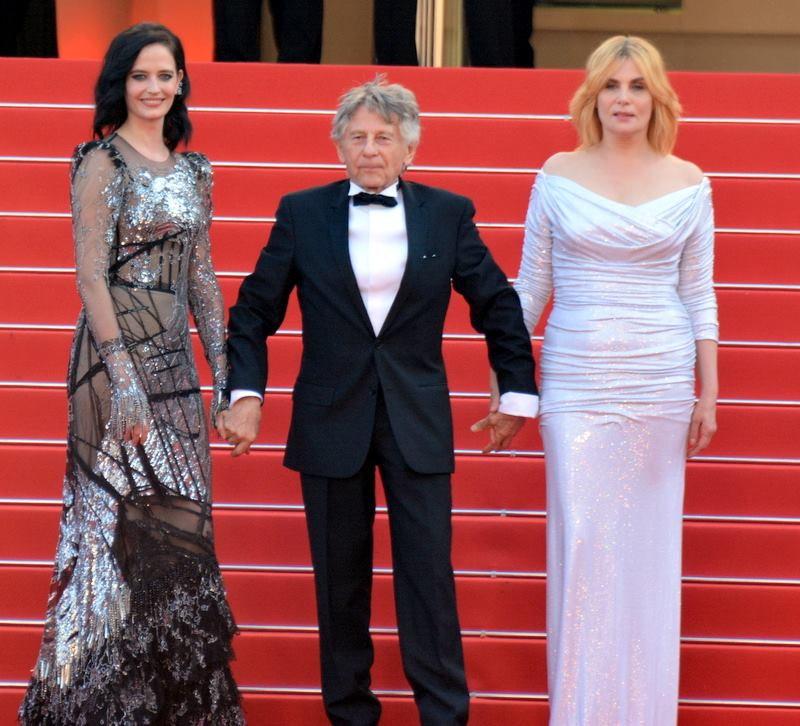
Roman Polanski avec Eva Green et Emmanuelle Seigner lors de la présentation du film D'après une histoire vraie au festival de Cannes 2017.

Alors que son projet sur l’affaire Dreyfus est à nouveau repoussé, Emmanuelle Seigner propose à Polanski la lecture du roman D'après une histoire vraie de Delphine de Vigan, lauréat du Prix Renaudot et du prix Goncourt des lycéens en 2015. Le réalisateur est immédiatement attiré par cette histoire d’une romancière en panne d’inspiration qui se retrouve confrontée à une admiratrice de plus en plus intrusive et toxique : « Le roman renferme des personnages et des situations parfois étranges que j’ai déjà pu aborder dans Cul de sac, Répulsion, Rosemary’s Baby. C’est aussi un livre qui raconte l’histoire d’un livre, et j’aime beaucoup ça. C’était déjà le cas de La Neuvième porte, de The Ghost Writer. Et puis c’était l’occasion de montrer enfin l’affrontement de deux femmes. J’ai souvent traité la confrontation de deux hommes, ou d’un homme et d’une femme, mais jamais de deux femmes ». Polanski contacte alors le producteur Wassim Béji, détenteur des droits pour le cinéma, et décide avec lui de tourner rapidement le film afin de le présenter dès l’année suivante au Festival de Cannes. Le tournage, avec Emmanuelle Seigner dans le rôle de la romancière et Eva Green dans celui de l'admiratrice, est « difficile » pour Polanski, le réalisateur ayant dû renoncer aux répétitions avant de commencer les prises de vues. D'après une histoire vraie est présenté hors-compétition lors du 70e édition du Festival de Cannes où il reçoit des critiques plutôt négatives. Roman Polanski dévoile une nouvelle version du film quatre mois plus tard lors du Festival du film de Zurich où il explique dans un entretien qu'il n'avait pas pu « refuser l’offre de Cannes, mais c’était un travail en cours, une première version » et ajoute être « fier » du montage final. Lors de sa sortie en salle, le film divise de nouveau la critique et connaît un échec commercial.

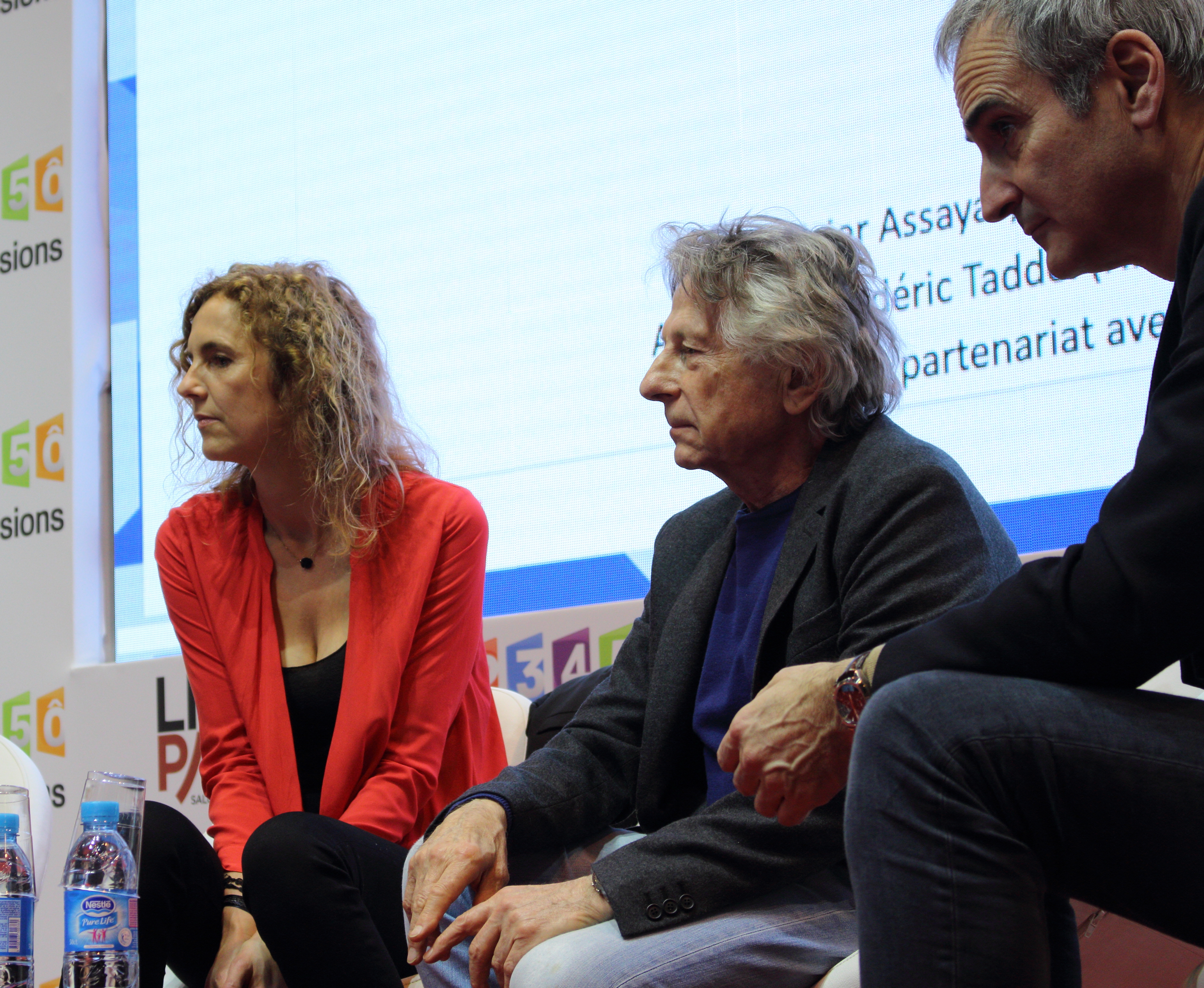
Delphine de Vigan, Roman Polanski et Olivier Assayas, Salon du livre Paris 2017

Toujours en 2017, son œuvre fait l'objet d'une rétrospective à la Cinémathèque française au cours de laquelle il donne également une leçon de cinéma. La même année, Roman Polanski tourne en Pologne Polanski, Horowitz, un documentaire sur son enfance dans le ghetto de Cracovie et son amitié naissante avec le photographe Ryszard (en). L'Académie polonaise du cinéma lui remet ensuite un Polskie Nagrody Filmowe spécial (« Aigle du cinéma polonais ») pour son film Le Pianiste, considéré comme l'un des plus grands films polonais réalisés depuis les vingt dernières années.
Après sept années de gestation et de latence, Roman Polanski commence le tournage de son projet sur l’affaire Dreyfus fin 2018. Intitulé J'accuse et coécrit avec Robert Harris d'après son roman D., le film se concentre sur la quête du lieutenant-colonel Marie-Georges Picquart, chef du contre-espionnage, pour faire réhabiliter le capitaine Alfred Dreyfus, injustement accusé de trahison. Le projet est développé avec Alain Sarde et Robert Benmussa, les producteurs du Pianiste mais, le réalisateur souhaitant reconstituer tous les décors en studio, le budget atteint la somme faramineuse de 60 millions d'euros, ce qui nécessite la présence d'une vedette américaine afin de pouvoir plus facilement distribuer le film dans le monde entier,. Le projet est finalement repris par le producteur Alain Goldman qui réussit à convaincre Roman Polanski de tourner le film en français et en décors naturels, ce qui permet de réduire le budget à 22 millions d'euros. Jean Dujardin est choisi dans le rôle de Picquart et Louis Garrel dans celui de Dreyfus. Emmanuelle Seigner, Mathieu Amalric, Melvil Poupaud, Olivier Gourmet et Grégory Gadebois complètent la distribution. Le réalisateur estime que « les grandes histoires font souvent de grands films et l'affaire Dreyfus est une histoire exceptionnelle. L'histoire d'un homme injustement accusé est toujours fascinante mais c'est aussi un problème très actuel étant donné la résurgence de l'antisémitisme ». Roman Polanski y dresse également une analogie avec ses démêlés face à la justice américaine : « Je ne parlerais pas d'une identification, ou alors dans un sens assez général. L'essentiel de cette affaire, c'est quoi ? Le refus d'une institution, l'armée en l'occurrence, de reconnaître son erreur, et son obstination à s'enfoncer dans le déni en produisant de fausses preuves. Moi, je connais ça, même si ce n'est pas avec l'armée ». Conçu comme un thriller sur fond d'espionnage, J'accuse est accueilli chaleureusement lors de sa présentation en compétition officielle à la Mostra de Venise 2019, bien que certains critiques expriment des réserves quant au sous-texte du film. Il remporte le Lion d'argent décerné par le jury présidé par la réalisatrice Lucrecia Martel ainsi que le Prix FIPRESCI. Roman Polanski se voit également décerner le césar de la meilleure adaptation et celui de la meilleure réalisation lors de l'édition 2020. Mais ces récompenses font polémiques (en particulier celle de meilleur réalisateur), ce qui conduit en partie à la démission du conseil d'administration de l'Académie des Césars.

## Vie privée

### Mariages et paternité

#### Barbara Lass

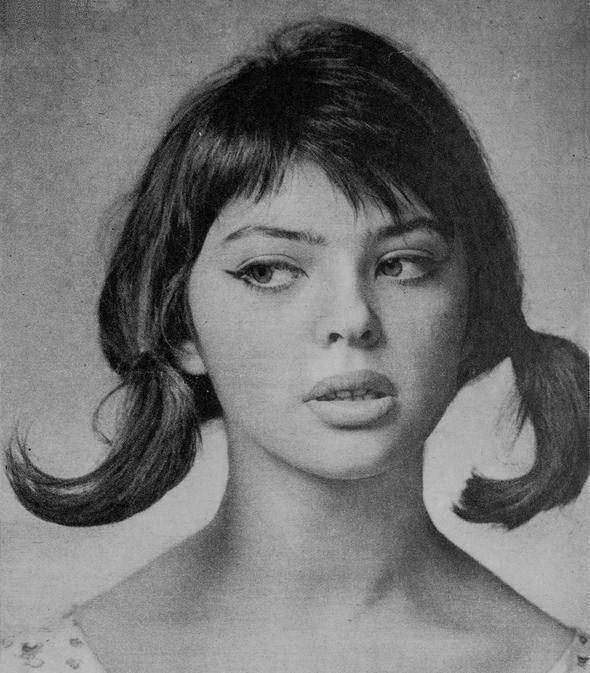
Barbara Lass-Kwiatkowska, 1959

Roman Polanski épouse en premières noces l'actrice polonaise Barbara Lass qu'il dirige dans plusieurs de ses courts métrages. Leur union dure trois ans, de 1959, année de leur mariage, à 1962, celle de leur divorce.

#### Sharon Tate

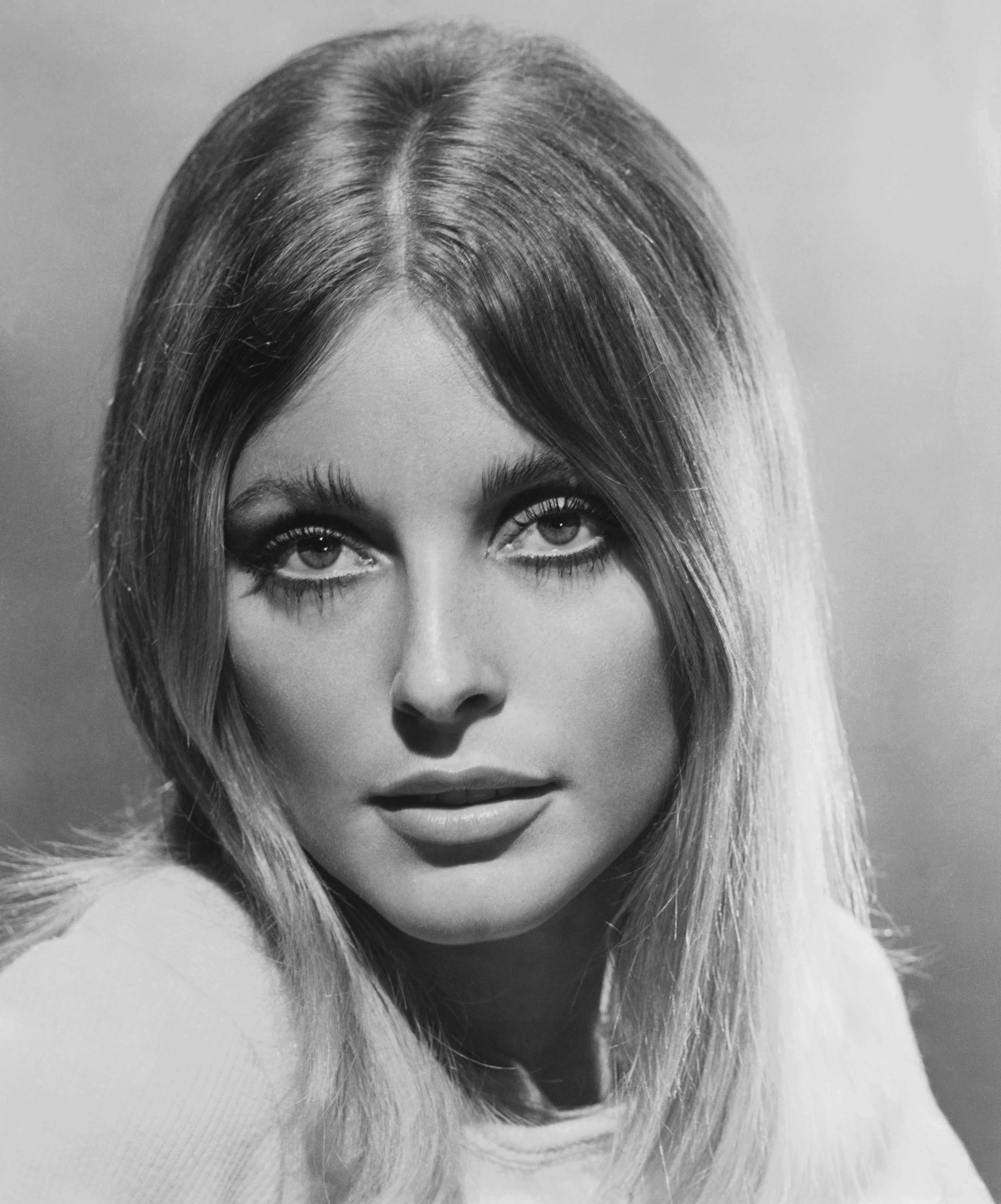
Sharon Tate, 1967

Le 20 janvier 1968, il épouse à Londres l'actrice américaine Sharon Tate, rencontrée deux ans plus tôt sur le tournage du film Le Bal des vampires. Le couple s'installe ensuite à Los Angeles dans une villa construite sur les collines d'Hollywood et précédemment habitée par le producteur de musique Terry Melcher.
Le 9 août 1969, alors que Roman Polanski se trouve à Londres pour préparer un tournage, Sharon Tate, alors enceinte de huit mois et demi, est assassinée à leur domicile avec quatre de ses amis par des membres de la communauté appelée « la famille » dirigée par le criminel Charles Manson. Elle est notamment poignardée seize fois, et son sang est utilisé pour écrire « Pig » (« Porc ») sur la porte d'entrée. 

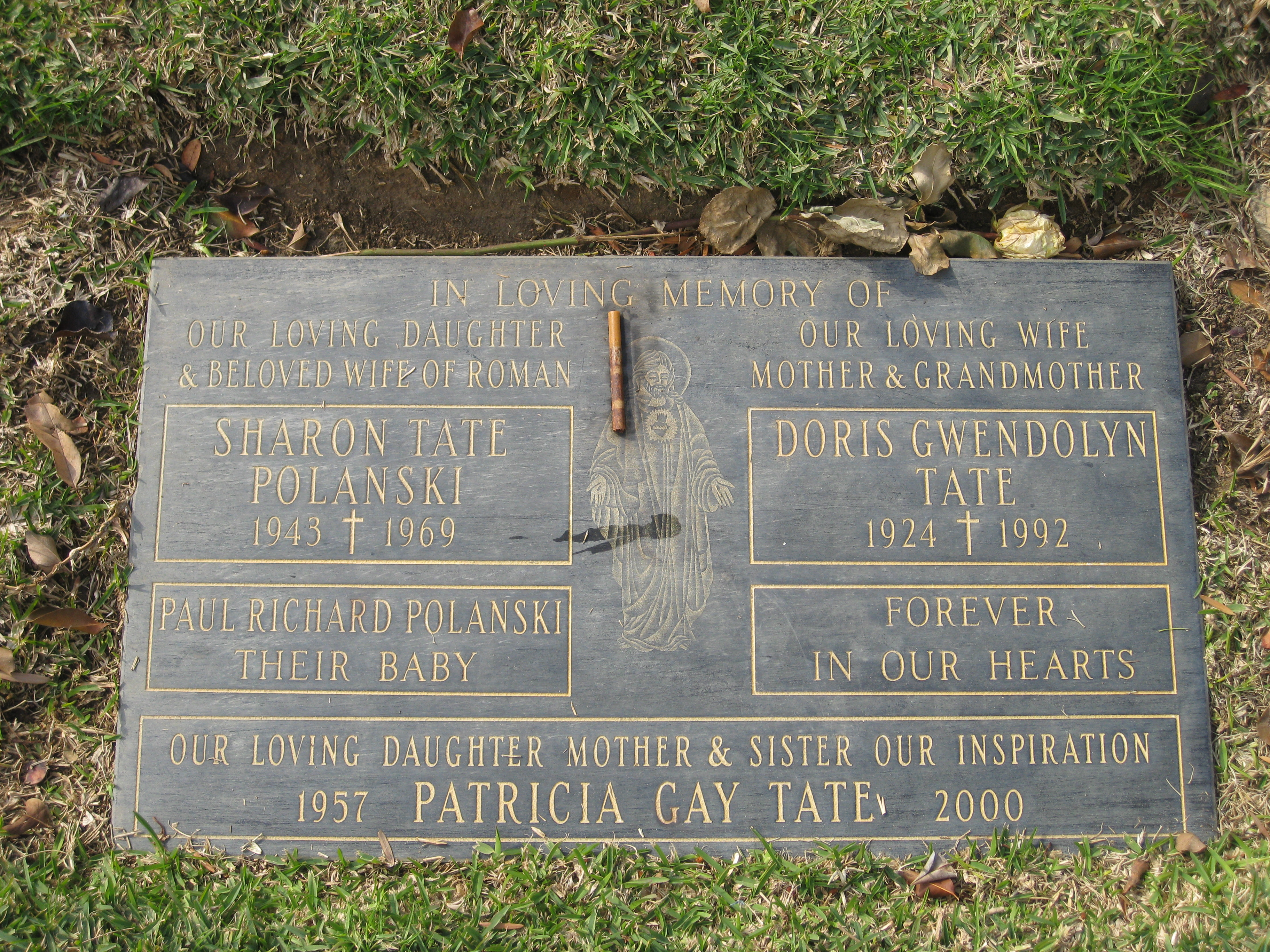
La tombe de la famille Polanski au Holy Cross Cemetery de Culver City en Californie. Sharon, son fils Paul, sa mère Doris et sa sœur Patti y sont enterrés.

Les premières recherches pour identifier et retrouver les meurtriers sont infructueuses. Polanski est alors harcelé par les médias et les paparazzis, certains allant jusqu'à insinuer que les meurtres sont le résultat d'un style de vie dépravé. Le réalisateur tient une brève conférence de presse afin d'honorer la mémoire de sa femme et dénoncer les dérives des journaux, « Ces derniers mois avaient été la seule période de vrai bonheur de toute ma vie. Les faits qui seront dévoilés jour après jour feront honte à beaucoup de journalistes qui, pour des raisons égoïstes, écrivent des choses insupportables sur ma femme »,. Une fois les assassins arrêtés, il est révélé que Manson souhaitait se venger de Terry Melcher, ce dernier ayant refusé de produire un disque de ses compositions, sans savoir que celui-ci avait déménagé. La perte de Sharon Tate est pour Polanski « la plus grande tragédie de ma vie. Je n'ai pas été moi-même pendant des années ». Dans son autobiographie, le réalisateur écrit que le meurtre de sa femme est « la seule ligne de partage qui ait réellement compté dans ma vie » et explique que sa personnalité optimiste laissa place à un « pessimisme viscéral », une « éternelle insatisfaction de l'existence » et la « certitude que tout bonheur, toute joie se payent un jour ». Le fils de Sharon Tate et Roman Polanski, mort in utéro, est prénommé Paul Richard Polanski et enterré avec Sharon.
En 2005, il remporte un procès en diffamation contre Vanity Fair. Le magazine est condamné à lui verser des indemnités de soixante-quinze mille euros pour avoir affirmé dans un article que le réalisateur avait fait des avances à une « beauté suédoise », avant même l'enterrement de Sharon Tate. Polanski déclare lors du procès qu'il s'agit d'un « mensonge épouvantable »,.

#### Emmanuelle Seigner

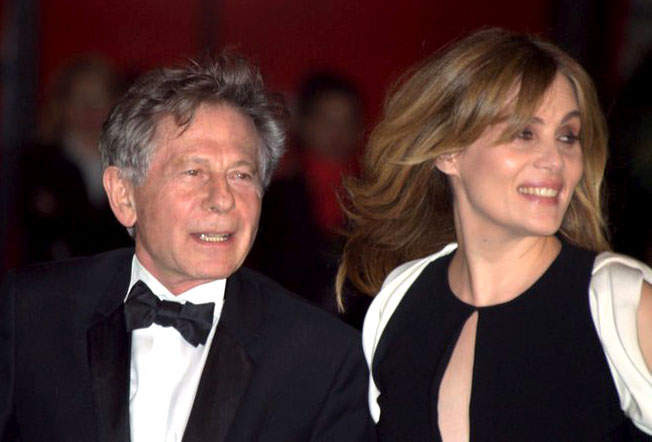
Polanski avec sa troisième épouse, l'actrice Emmanuelle Seigner, ici à la des Césars en 2011.

En 1985, Roman Polanski rencontre l'actrice française Emmanuelle Seigner par l'intermédiaire de l'agent artistique Dominique Besnehard. Le couple se marie le 30 août 1989 dans le 8e arrondissement de Paris. Ils ont deux enfants, Morgane, actrice et réalisatrice née en 1993, et Elvis, musicien né en 1998. Dans un entretien accordé à Paris Match en 2012, Roman Polanski déclare « Ma rencontre avec Emmanuelle est la meilleure chose qui me soit arrivée. C'est quelqu'un avec qui je peux continuer de vivre… et le temps que nous avons passé ensemble prouve que je ne me suis pas trompé ».
Le couple habite Paris et possède un chalet à Gstaad (Suisse), le « Milky Way », acheté en 2006, ainsi qu'un appartement à Cracovie (Pologne).

#### Autres
Dans une interview à Paris Match, Roman Polanski indique qu'une femme l’a contacté « en disant que Sharon (Tate) ne portait pas un garçon mais une fille, et que c’était elle, sauvée par les assassins. Depuis, elle (lui) envoie des lettres, des cadeaux, des photos. Elle a changé son nom de Rosie Blanchard en “Rosie Tate Polanski” », alors qu'elle est née deux ans après la mort de Sharon. Un jour à Gstaad, un jeune couple a sonné à la porte de Polanski et le jeune homme lui a dit : « Rosie, ta fille. C’est ma mère, je suis ton petit-fils ! ».

### Foi
Né d'un père juif et d'une mère catholique, Roman Polanski se définit comme athée,.

## Poursuites judiciaires et accusations de viol

### Condamnation pour rapports sexuels illégaux et conséquences

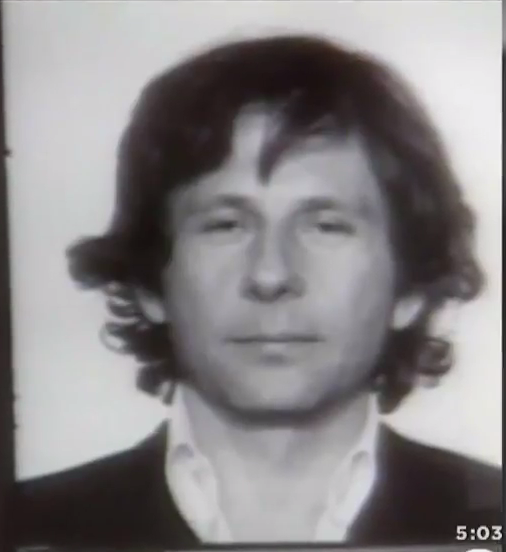
Photographie d'identité judiciaire de Roman Polanski (1977).

Le 10 mars 1977, à la suite d'une séance de photographie, Roman Polanski, alors âgé de quarante-trois ans, a une relation sexuelle avec Samantha Gailey, une jeune fille de treize ans. Le lendemain, il est arrêté et inculpé, accusé par l'adolescente de l'avoir droguée et violée. Le réalisateur se défend et parle d'une relation consentie. En mars 1977, la justice retient six chefs d'accusation contre lui : viol sur mineur, sodomie, fourniture d'une substance prohibée à une mineure, actes licencieux et débauche, relations sexuelles illicites et perversion,,. En échange de l'abandon des autres charges par le juge Laurence J. Rittenband (en), chargé de l'affaire, et pour éviter un procès public, Roman Polanski plaide coupable pour rapports sexuels illégaux avec une mineure,,. Ce délit est punissable d'une peine de prison de quatre ans maximum. En effet, l'avocat de l'adolescente, Me Laurent Silver, instruit par plusieurs experts, considère « qu'un procès public risquerait de lui causer d'importants dommages », et que l'objectif de ses clients « n'est pas de rechercher l'incarcération du prévenu » mais de « l'amener à reconnaître qu'il a fait du mal ». Polanski est condamné à une peine de quatre-vingt-dix jours de détention qu'il effectue à la prison de Chino (Californie), le temps de mener une enquête psychiatrique, puis est libéré pour conduite exemplaire après en avoir effectué quarante-deux,. L'évaluation psychiatrique lui est favorable mais le juge Laurence Rittenband se ravise et annonce vouloir condamner à nouveau Polanski. Sensible aux critiques de la presse et du public, le juge informe les différentes parties que le réalisateur sera publiquement condamné à une peine indéterminée mais qu'officieusement, il sera libéré après quarante-huit jours s'il accepte de quitter définitivement les États-Unis,,. Informé par son avocat qu'un emprisonnement d'une durée indéterminée permet néanmoins au juge de prolonger sa peine jusqu'à cinquante ans, et se sentant trahi, Roman Polanski choisit de quitter les États-Unis le 31 janvier 1978 pour se rendre d'abord à Londres puis s'installer définitivement en France, pays refusant l'extradition de ses citoyens et dont il possède la nationalité puisqu'il y est né. La défense et l'accusation dénoncent un abus de pouvoir du juge Rittenband, finalement déchargé du dossier peu de temps après pour « irrégularités ». Selon Roger Guson, le procureur chargé de l'affaire au moment des faits, le temps passé par Roman Polanski en prison correspond à la totalité de la peine qu'il devait effectuer. L'avocat de Polanski, Me Douglas Dalton, rappelle que « Parmi les 44 prévenus condamnés en 1976 pour « relations sexuelles illégales » dans ce comté, aucun n'a été envoyé en prison d'État ». La justice américaine a cependant toujours refusé de clore l'affaire si le réalisateur ne revenait pas sur le sol américain,. En 1978, un documentaire intitulé Roman Polanski : Wanted and Desired attaque le juge Rittenband à la fois pour sa vie privée et pour sa gestion de l'affaire Polanski ; il est retiré de l'affaire la même année pour « inconduite judiciaire »,,.
En 1979, interrogé par Jean-Pierre Elkabbach à la télévision française, Roman Polanski ne nie pas ses penchants pour les « jeunes filles » lorsque le journaliste lui rappelle les faits pour lesquels il est poursuivi par la justice américaine. Il critique ensuite la loi américaine et explique qu'il va prendre soin de rester dans des pays qui ne peuvent pas l'extrader vers les États-Unis et dans lesquels « la relation sexuelle avec une personne de 14 ans n'est pas un crime ». Il affirme par la même occasion qu'il reviendra assurément sous peu devant la justice américaine, ce qu'il ne fera jamais par la suite.
En 1993, Roman Polanski s'engage à verser une indemnité de cinq cent mille dollars à Samantha Gailey, devenue épouse Geimer, à la suite d'un procès civil. Selon The New Yorker, le réalisateur ne tient pas cet engagement dans le délai convenu et la somme qu'il a finalement versée demeure inconnue. Selon le quotidien Le Monde, Polanski verse 225 000 dollars, « ce qui met un terme au procès civil ». En 1997, Samantha Geimer dévoile publiquement lui avoir pardonné et a demandé à plusieurs reprises à la justice américaine l'arrêt des poursuites à son encontre pour que cessent également les perturbations et traumatismes dans sa vie. Elle retire officiellement sa plainte. Dans son autobiographie publiée en 2013, La Fille : Ma vie dans l'ombre de Roman Polanski, elle revient sur la traque dont elle a fait l'objet, affirme que « ma mésaventure avec Polanski ne m’a pas traumatisée, ni mentalement, ni physiquement » et ajoute « Si je devais choisir entre le viol et revivre ce qui s'est passé après, je choisirais le viol »,.
Elle confie correspondre ponctuellement par courriel avec le cinéaste depuis 2009 et s'exprime sur le pardon qu'on lui a « souvent reproché » : « Je ne souffre pas du syndrome de Stockholm. Je lui ai pardonné pour moi, pas pour lui. Tout le monde veut me voir traumatisée, brisée, mais c'était il y a trente-six ans, maintenant, ça va, merci. Et tant pis si je ne suis pas la victime idéale, celle que veulent voir les médias ou le procureur ». Polanski lui a par ailleurs adressé une lettre dans laquelle il assume l'entière responsabilité de l'affaire et écrit : « J'aimerais que vous sachiez à quel point je suis désolé d'avoir tant bouleversé votre existence ».
En septembre 2009, l'affaire revient sur le devant de la scène lorsque Roman Polanski, qui devait y être honoré pour l'ensemble de son œuvre, est arrêté à Zurich dans le cadre d'un traité d’entraide judiciaire pénale que la Suisse a signé avec les États-Unis et par lequel les deux parties s’engagent à se livrer réciproquement les personnes poursuivies pour des faits d’une certaine gravité,. Polanski passe deux mois en prison en Suisse avant que la justice suisse accepte sa libération contre une caution de 4,5 millions de francs suisses (trois millions d'euros) et d'être assigné huit mois à résidence dans son chalet de Gstaad, muni d'un bracelet électronique. Cette arrestation perturbe le montage du film The Ghost Writer, que le réalisateur supervise durant sa période de réclusion. En décembre 2009, la Cour d'appel de Los Angeles rend sa décision (défavorable), à la suite de la demande de Polanski - appuyée par les demandes de Samantha Geimer - de contraindre le tribunal de première instance à rejeter les poursuites pénales contre lui qui sont pendantes depuis 1977 ou, au moins, à procéder à une audition de la preuve.
En février 2010, le procureur chargé de l'affaire en 1977, Roger Gunson, déclare sous serment aux autorités américaines que le défunt juge Rittenband avait bien déclaré à toutes les parties que la peine de prison au pénitencier de Chino correspondait à la totalité de la peine que Roman Polanski devait et a exécuté,,. La justice américaine refuse cependant de faire parvenir son témoignage, placé sous scellés, aux autorités helvétiques, arguant du caractère confidentiel de la pièce, ce qui amène la Suisse à rejeter la demande d'extradition en juillet 2010,. En avril de la même année, une « cour d'appel californienne rejette une demande d'abandon des poursuites présentée par Samantha Geimer ». Le procureur statue que celle-ci n'a « aucune légitimité pour dicter le cours d'une affaire criminelle, tout comme elle n'est pas habilitée à examiner les preuves détenues par l'accusation ou la défense ».
En 2013, Samantha Geimer qui voit rejeter toutes ses demandes d'arrêt des poursuites judiciaires, écrit à la procureure chargée de l'affaire que « les cas impliquant des célébrités ne devraient pas être utilisés à mauvais escient par ceux comme vous qui cherchent la célébrité et des promotions pour leur carrière ».
En 2014, alors que Polanski se rend en Pologne pour l’inauguration du musée Polin retraçant l’histoire des Juifs polonais, les autorités américaines tentent à nouveau de le faire extrader mais le tribunal de Cracovie rejette leur requête ; « le juge américain obéissait à un ordre illégal émis par ses supérieurs ». Polanski y est juste entendu par un juge et laissé en liberté. L'année suivante, la Cour suprême de Pologne refuse à son tour une demande d'extradition des autorités américaines.
En 2016, à l'annonce d'une contestation de la Pologne devant la Cour suprême de Pologne d'« une décision du tribunal de Cracovie de ne pas remettre M. Polanski aux États-Unis », « la Cour suprême polonaise refuse de rouvrir la procédure d'extradition, mettant fin définitivement au processus entamé en 2014 à la demande des États-Unis ».
En 2017, à nouveau, son avocat américain « réclame la levée des scellés sur le témoignage du procureur de l'époque (Roger Gunson), confirmant un accord entre toutes les parties », qui « prévoyait que « la peine qu'aurait à subir M. Polanski serait égale à la durée qu'il passerait à la prison de Chino en Californie » pour y subir des tests psychologiques ». Malgré les multiples demandes, la justice américaine refuse de transmettre ce témoignage de 2010 à la Suisse comme à la Pologne, qui prouverait que Polanski a déjà effectué sa peine et permettrait de faire lever son mandat d'arrêt afin qu'il puisse à nouveau voyager librement. En juin de cette même année, Samantha Geimer demande à nouveau l’arrêt des poursuites judiciaires et médiatiques dans cette affaire, sans déni des faits.
Début 2020, Roman Polanski est toujours considéré par Interpol comme un fugitif ; il ne peut circuler librement que dans trois pays : la France, la Pologne et la Suisse. Depuis 2010, le réalisateur a fait l'objet de nouvelles accusations qu'il a toutes contestées. L'affaire de 1977 a suscité plusieurs polémiques, notamment en 2017 lorsque le réalisateur choisit de renoncer à la présidence des César, des associations féministes ayant vivement protesté contre sa désignation, en raison de sa situation judiciaire. L'année suivante, dans le sillage de l'affaire Harvey Weinstein, Roman Polanski est exclu de l'Académie des Oscars en accord avec les nouvelles « normes de bonne conduite » de l’organisation. En 2019, il intente une action en justice pour réintégrer cette institution, qui rejette sa demande aux motifs de sa « condamnation pénale mais aussi sur son statut de fugitif »,.

### Autres accusations de viols et d'agressions sexuelles
Outre Samantha Geimer, onze femmes accusent Polanski d'agressions sexuelles qui auraient eu lieu dans les années 1970. L’artiste conteste fermement ces accusations. Cinq de ces victimes présumées restent anonymes. Leur témoignage a été recueilli contre la promesse d'une récompense de 20 000 dollars, sur un site géré par Matan Uziel, réalisateur et journaliste israélien se décrivant comme « militant féministe »,.
Le 14 mai 2010, l'actrice britannique Charlotte Lewis l'accuse d'avoir abusé d'elle en la forçant à avoir une relation sexuelle avec lui lorsqu'elle avait 16 ans, en 1983,. Trois ans après les faits allégués, Charlotte Lewis a tourné dans le film de Polanski Pirates. Me Georges Kiejman, l'un des avocats de Polanski, menace alors de poursuivre Lewis en justice pour ses accusations. La presse interroge la crédibilité de l'actrice, cette dernière ayant reconnu dans un entretien publié en 1999 par le tabloïd britannique News of the World s'être adonnée à la prostitution dès l'âge de quatorze ans et déclaré avoir voulu être la maîtresse de Polanski. Lewis démentira ensuite avoir tenu ces propos en indiquant qu'elle en reste aux déclarations faites à la police de Los Angeles,,. Questionné par Paris Match, le réalisateur répond que l'accusation de Lewis est un « mensonge odieux » et que l'actrice a donné plusieurs entretiens à la presse après le tournage de Pirates ! dans lesquels elle lui rend hommage. Charlotte Lewis ayant porté plainte contre X pour diffamation à Paris, en juillet 2021, Polanski est mis en examen dans cette affaire - « mesure « automatique » après ce type de plainte, précise son avocat,,. Constance Benqué, propriétaire du magazine Paris Match, est également mise en examen en avril 2021, pour avoir accordé une « interview de complaisance, ». Le 14 mai 2024, la 17e chambre du tribunal judiciaire de Paris prononce la relaxe du réalisateur, ses avocats ayant plaidé au nom du droit à se défendre d’un « accusé jeté en pâture ».
Le 15 août 2017, une femme identifiée sous le nom de « Robin M. » l'accuse de l'avoir agressée sexuellement en 1973, alors qu'elle avait 16 ans. L'avocat du cinéaste, Me Harland Braun, déclare avoir rapporté les accusations à son client qui lui a répondu qu’il ne savait pas « de quoi il s’agissait », et dénonce « une tentative d’influencer le juge Gordon », chargé du dossier de 1977 que Roman Polanski tente une nouvelle fois de clore.

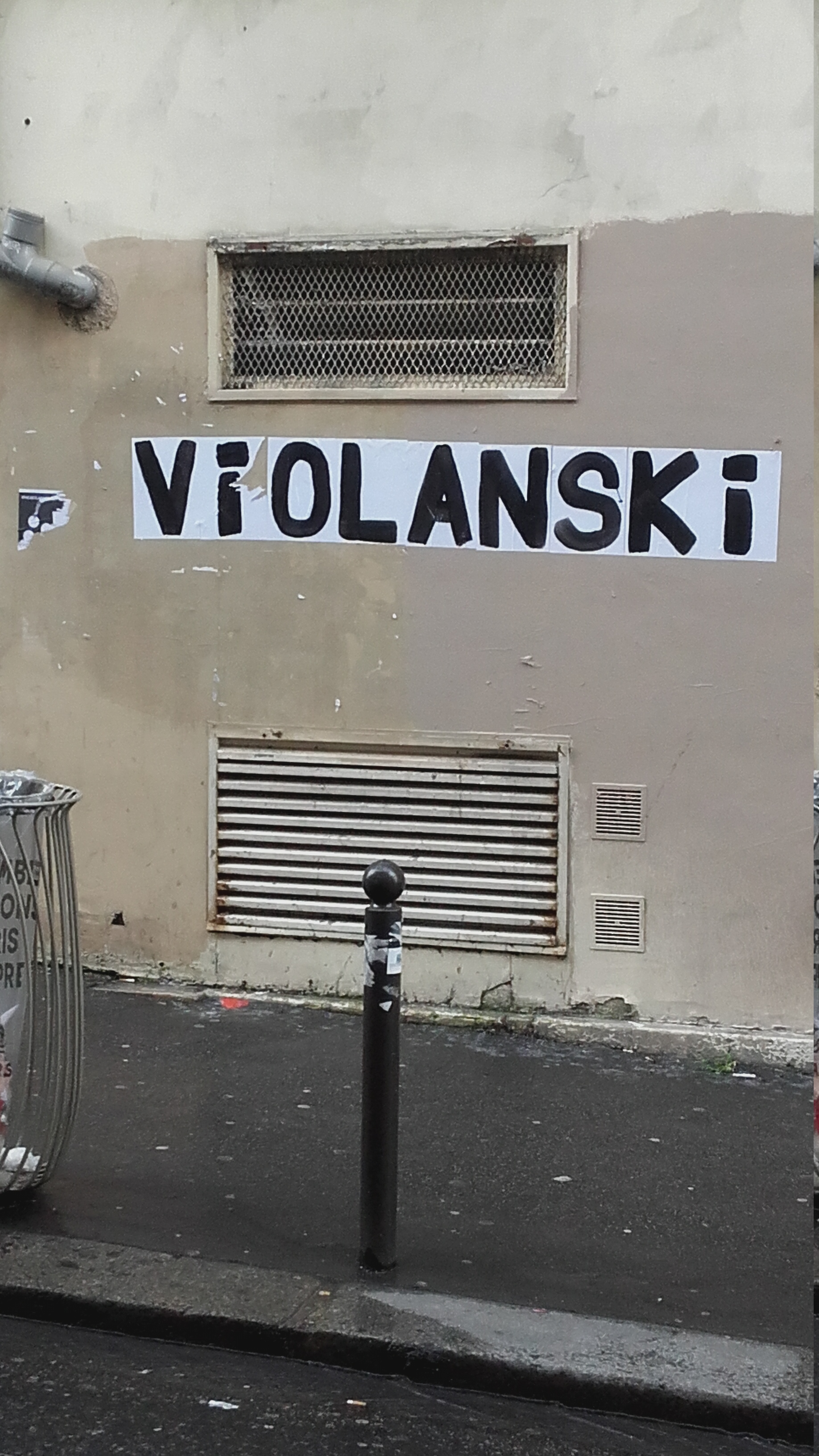
Collage féministe : Violanski, en 2020.

Le 3 octobre 2017, une ancienne actrice allemande, Renate Langer, dépose une plainte en Suisse et affirme avoir été violée par le réalisateur dans sa maison de Gstaad alors qu'elle avait 15 ans ; un mois plus tard, il l'aurait appelée pour s'excuser, lui offrant également un rôle, qu'elle accepte, dans son film Quoi ?,. La police suisse annonce alors ouvrir une enquête avant de déclarer prescrites les accusations. Pour sa part, Polanski affirme n'avoir aucun souvenir de la présence de Langer sur son tournage et la justice a considéré que tout était prescrit.
Le 20 octobre 2017, Marianne Barnard, une artiste américaine, affirme dans un entretien avec le tabloïd britannique The Sun avoir été abusée par Roman Polanski en 1975 alors qu'elle avait dix ans, lors d'une séance photo,. Les faits qu'elle mentionne se seraient produits sur une plage de Malibu où elle avait été amenée par sa mère, qu'elle soupçonne d'avoir arrangé la rencontre. Dans une série de messages postés sur son compte Twitter, Barnard décrit Polanski comme étant un « disciple de Satan ». Polanski dénonce une accusation absurde et sans fondement,.
En novembre 2019, Valentine Monnier, une photographe française, accuse le cinéaste de l'avoir violée et frappée en 1975, alors qu'elle était âgée de 18 ans. Les faits se seraient déroulés dans le chalet du cinéaste à Gstaad, en Suisse. Valentine Monnier, qui fut mannequin et actrice dans quelques films, n’a pas déposé plainte. Elle explique que c'est en raison de la sortie au cinéma du film J'accuse de Polanski, le 13 novembre 2019, qu'elle a pris la décision de parler et que le témoignage de l’actrice Adèle Haenel, rendu public le 3 novembre, lui a donné « les dernières forces nécessaires ». Polanski dénonce une « histoire aberrante » et dit n'avoir « évidemment aucun souvenir de ce qu'elle raconte, puisque c'est faux ».

#### Polémique
Le 8 mars 2020, journée internationale des droits de la femme, 114 avocates signent une tribune dans Le Monde dans laquelle elles rappellent que « Roman Polanski a fait l’objet de plusieurs accusations publiques, parmi lesquelles une seule plainte judiciaire qui n’a donné lieu à aucune poursuite : il n’est donc pas coupable de ce qui lui est reproché depuis l’affaire Samantha Geimer ». La tribune suscite la polémique sur les réseaux sociaux et auprès de personnalités féministes, comme Caroline De Haas, ou auprès d'autres avocats, comme Arié Alimi.

## Style et thèmes

### Parcours international
Par son cosmopolitisme, sa maîtrise des langues et son parcours, Polanski est un réalisateur atypique à l'univers pluriel et cohérent. La critique évoque chez lui une capacité à se renouveler tout en restant fidèle à certaines préoccupations esthétiques et thématiques. La diversité des genres qu'il aborde et qu'il s'amuse parfois à confondre (thriller, film historique, drame psychologique, film noir, comédie, film fantastique), la maîtrise technique de ses films et ses audaces formelles en font une figure majeure du 7e art. Ses courts métrages et Le Couteau dans l'eau sont contemporains du cinéma européen moderne dont il partage certains thèmes et motifs tout en revendiquant un style singulier, marqué par un sens aigu de la narration et une atmosphère malsaine. Polanski apparaît avec l'émergence des nouveaux cinéastes d'Europe centrale dans les années 1960 parmi lesquels Andrzej Wajda et Jerzy Skolimowski, ses collègues et amis de l'école de Łódź.
Néanmoins, il outrepasse le cadre du cinéma polonais et prend part à d'autres courants de la cinématographie mondiale : avec Répulsion, Cul-de-sac et Le Bal des vampires, il participe au renouveau de l'industrie britannique. Il devient ensuite l'une des figures de proue du Nouvel Hollywood grâce à Rosemary's Baby et Chinatown. Avec Macbeth, Quoi ? et Le Locataire, il montre son esprit d'indépendance et son attachement au cinéma d'auteur européen. Définitivement établi en France pour raisons judiciaires à partir de Tess, il profite de son prestige international pour collaborer avec plusieurs majors américaines et européennes. Il met sur pied des projets anglophones ambitieux et très coûteux dans lesquels il dirige de grandes stars (Harrison Ford, Sigourney Weaver, Johnny Depp, Jodie Foster…). Polanski bénéficie alors, en toute liberté et à distance, du confort de production d'Hollywood ou de modèles équivalents.
Gilles Jacob distingue « deux Polanski », « Le réalisateur audacieux des premiers films et des courts métrages. Et l'autre celui des grands films à vocation populaire […]. L'un, inventeur de surprises, de formes cinématographiques, de trouvailles bizarres (les pommes de terre qui germent dans le frigo de Répulsion, les œufs de Cul-de-sac), l'autre, plus accompli peut-être, mais plus attendu aussi. ».

### Œuvre et esthétique

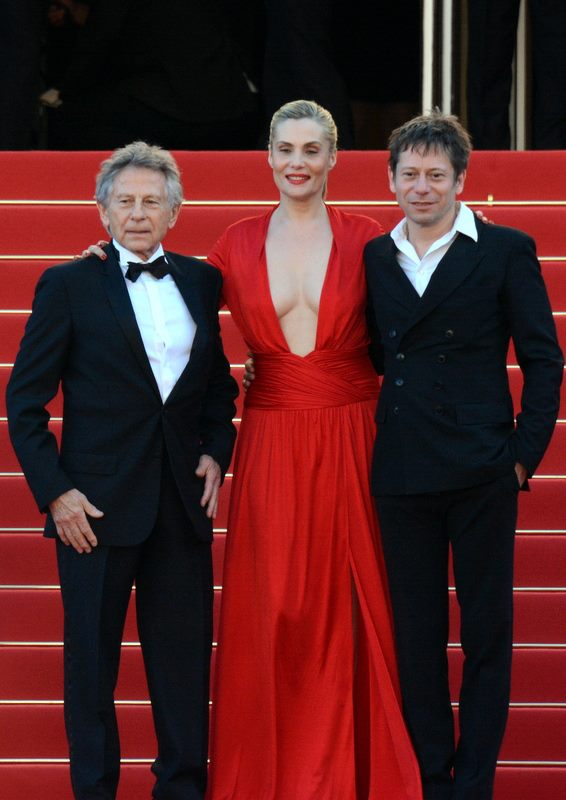
Roman Polanski, Emmanuelle Seigner et Mathieu Amalric au Festival de Cannes 2013, pour la présentation de La Vénus à la fourrure.

Pessimiste et reliée aux traumatismes de l'enfance, son œuvre révèle une profonde unité car elle se veut une exploration du mal sous toutes ses facettes : persécution de l'innocence, corruption de l'homme face au pouvoir, triomphe des personnages machiavéliques, occultisme, agression, régression mentale, ambiguïté sexuelle… Elle illustre les passions excessives et les tréfonds les plus noirs de l'âme humaine ainsi que les méandres de l'oppression psychologique. Le réalisateur crée un univers cérébral et tortueux dans lequel se côtoient un ton absurde, ironique et paranoïaque et plusieurs visions fantastiques. Dans ses fictions marquées par l'inquiétante étrangeté, l'individu, à la fois victime de ses actions, du monde extérieur et de son entourage, peut basculer à tout moment dans la folie, la mort ou l'autodestruction. Dès le début de sa carrière, il alterne adaptations littéraires ou théâtrales et scénarios originaux. Après la disparition de Gérard Brach, son ami et coscénariste attitré, il ne signe plus que des adaptations. Même si Libération déclare que Polanski ne fut qu'un adaptateur, les films « originaux » étant des relectures d'imaginaires et de formes préexistants (aucun film n'est cité dans l'article même si la définition correspond bien à Chinatown, Pirates, Le Bal des Vampires…). Sa vision du monde est rapprochée de Franz Kafka et son style de la Mitteleuropa pour son mélange de bizarrerie, de bouffonnerie et de noirceur. Toutefois, l'empreinte du cinéma classique hollywoodien et des comédies noires anglaises des années 1950 est également notable.
Ses longs métrages se distinguent par un découpage minutieux, une économie des mouvements de caméra et une composition sophistiquée (distorsion des perspectives, cadrages étouffants, lumière stylisée, disproportion entre les objets du décor et la position des acteurs, etc.). La bande sonore se veut plate et s'attache à reconstituer des détails apparemment sans importance au détriment d'une mise en relief plus globale. Ses génériques, souvent confiés à de grands graphistes (Jan Lenica, Maurice Binder, André François, Jean-Michel Folon), réfléchissent la nature administrative, nominative, de ses récits.
On retrouve, dans ses films, un goût de la difformité, du grotesque et de l'humour noir. En plus de Kafka, des analogies sont établies avec Samuel Beckett, Witold Gombrowicz, Bruno Schulz, Jérôme Bosch, Pierre Bruegel l'Ancien, Vincent van Gogh, Fritz Lang, Federico Fellini, Orson Welles et Billy Wilder qu'il considère comme des influences majeures,,,. La critique cite également l'empreinte du Limier de Joseph L. Mankiewicz sur La Vénus à la fourrure,. Polanski évoque par ailleurs la découverte déterminante, dans sa jeunesse, de Huit Heures de sursis de Carol Reed, Hamlet de Laurence Olivier et la peinture de Jan van Eyck. S'il parle d'Orson Welles comme d'un « héros de cinéma », il dit en revanche avoir été peu inspiré par Alfred Hitchcock sauf pour Répulsion car Psychose avait à l'époque lancé la mode des thrillers schizophréniques.
À partir de Chinatown, ses mises en scène passent à un classicisme apaisé mais gardent le climat sombre ou inquiétant, le pessimisme fondamental et le perfectionnisme plastique des débuts. Selon lui, Le Pianiste marque une rupture par sa volonté d'abandonner tous les « effets de cinéma » antérieurs. Polanski a alors souhaité raconter une histoire difficile sur ton sobre et épuré, exigeant que « le réalisateur s'efface pour garder la bonne distance. ». Pour les images du film, il a puisé dans ses souvenirs d'enfance et son expérience traumatique du ghetto afin d'être au plus près de la réalité. Aujourd'hui, il considère Le Pianiste comme son film le plus abouti. Pirates et Oliver Twist s'inscrivent, quant à eux, dans un cadre à part comme hommage nostalgique au cinéma hollywoodien d'antan, avec un message presque optimiste.
Grand découvreur de talents (Nastassja Kinski, Emmanuelle Seigner, Adrien Brody…), Polanski est également connu pour montrer ses acteurs sous un jour nouveau : le jeu des vedettes qu'il dirige révèle souvent une facette inattendue ou plus opaque.

### Thématique
Parmi les thèmes privilégiés du réalisateur, on retrouve essentiellement :
- La perversion, le malsain
- L'étrange, le dissonant
- L'élégance
- Le corps et la puissance physique.

La cruauté du destin de ses personnages est mise en œuvre avec un plaisir pervers dans un contexte culturel se voulant relevé, élitaire ou sophistiqué, ce qui accentue précisément l'impression de malaise. Ses films se situent souvent dans un univers clos et théâtralisé dont la représentation est déréalisée par l'intervention de la violence ou de l'irrationnel (l'appartement dans Répulsion, Rosemary's Baby, Le Locataire, Lunes de fiel et Carnage, l'auberge d'Europe centrale et le château médiéval dans Le Bal des vampires, le manoir entre ciel, terre et mer de Cul-de-sac, le voilier du Couteau dans l'eau, la villégiature en haut de falaise dans La Jeune Fille et la mort, le ghetto de Varsovie dans Le Pianiste, la maison insulaire de The Ghost Writer, la salle de théâtre dans La Vénus à la fourrure…). La frontière entre réalité, hallucination, monde quotidien et cauchemar est abolie.
Lorsqu'il est amené à filmer la nature, Polanski cherche à lui donner une dimension picturale et fait en sorte qu'elle rappelle la campagne polonaise de son enfance (Tess, Oliver Twist),. Par ses derniers films dans lesquels il réduit ostensiblement ses budgets colossaux (Carnage, La Vénus à la fourrure), il appelle de ses vœux à une nouvelle fusion entre théâtre et cinéma afin de retrouver des histoires plus simples et émouvantes, sans les artifices, la complexité ou l'extrême violence des productions majoritaires.
Les principales caractéristiques de son œuvre sont donc :
- Les intrigues fantastiques
- Les appartements maléfiques et les huis clos
- La folie
- Le cauchemardesque et le délire
- Le complot
- La paranoïa
- L'anomie
- L'aliénation
- La barbarie
- Le point de vue des victimes et des dominés dans l'Histoire
- La perte de l'innocence
- L'enfance bafouée
- La dialectique maître-esclave
- L'ambiguïté du mal et du rapport entre victime et bourreau
- La relation au monde extérieur ou à autrui vécue comme une effraction ou une violation
- L'humour noir
- Le tragique absurde
- Un jeu sur les noms ou la manière de nommer
- Un goût prononcé pour le baroque
- Le satanisme

## Méthodes de travail
Polanski est connu pour être un cinéaste très énergique et minutieux, obsessionnellement attentif au moindre détail. Contrairement à plusieurs de ses confrères, il revendique une parfaite connaissance des caméras, de l'optique et du son : ses compétences dépassent souvent celles de ses techniciens dont il serait en mesure d'occuper la fonction. Ses savoirs ont été acquis lors de sa formation en école de cinéma où il dut tourner à tous les postes sur les courts métrages de ses camarades. Il eut également pour exercice d'analyser et de reproduire les plans de classiques du cinéma. Le cinéaste vante régulièrement l'enseignement de ses professeurs de Łódź qui l'encourageaient à approfondir ses compétences pratiques. Par ailleurs, ceux-ci l'incitaient à trouver instinctivement les compositions révélatrices de son style. Polanski explique que certains cours étaient obligatoires sous peine de renvoi et que les leçons de photographie étaient primordiales. L'idée fondamentale qu'il a retenue est que le cinéma, « est une longue série de photos qui défilent au rythme de 24 images par seconde. Ce qu'on voit sur l'écran n'est rien d'autre qu'une photo, suivie d'une autre photo, etc. Ce n'est pas la réalité. Il faut toujours garder ça à l'esprit. ». Revendiquant, en ce sens, une approche extrêmement cadrée de la mise en scène, il a toujours refusé d'être rapproché de la Nouvelle Vague française dont il déplore le manque de professionnalisme et la méconnaissance technique,,.
À l'exception du Pianiste et d'Oliver Twist, qu'il a tout de même supervisés, Polanski a rédigé seul ou coécrit le scénario de tous ses longs métrages, estimant que la phase d'écriture constitue une partie de la mise en scène. S'il n'est pas crédité comme auteur au générique de Chinatown en raison des accords entre syndicats professionnels américains, il a toutefois décidé des axes dramatiques majeurs du film (la scène d'amour entre les protagonistes, le dénouement tragique), entrant en conflit avec le scénariste attitré Robert Towne. Comme ancien élève des Beaux-Arts, Polanski fonctionne par croquis ou dessins humoristiques pour visualiser scènes et personnages, à l'instar de Fellini.
Adepte du cinéma de studio, notamment pour l'importance qu'il donne au décor, Polanski utilise plusieurs trucages de pointe et des incrustations numériques dans ses dernières réalisations. Il fait souvent appel aux progrès des industries techniques comme ce fut le cas pour l'utilisation de la Louma sur Le Locataire ou de la technologie Dolby System sur Tess qui n'était pas encore maîtrisée en France.
Extrêmement exigeant et désireux de garder le contrôle absolu sur ses films, de l'écriture à la distribution, en passant par le montage et le mixage, Polanski demande à ses comédiens et ses collaborateurs un engagement total : il se démarque par une manière très physique d'occuper le lieu de tournage et par une direction d'acteurs autoritaire qui lui a valu des frictions notables avec John Cassavetes, Jack Nicholson, Faye Dunaway, Johnny Depp ou encore Ewan McGregor,. Il évite autant que possible les storyboards. Généralement, il prépare ses interprètes en incarnant devant eux tous les rôles et établit, quand il le peut, son découpage de plans aux répétitions, lorsqu'il les voit évoluer sur le plateau,. Emmanuelle Seigner explique qu'il met beaucoup de temps à composer ses plans et règle de manière millimétrique ses cadres, sur le modèle de Fritz Lang et Orson Welles. Elle ajoute qu'il inscrit le corps de l'acteur dans ses images avec « une redoutable précision, déterminant avec fermeté la place de la tête, la courbure du cou ou le positionnement des doigts. Pourtant, dans le même temps, il laisse une liberté absolue dans le jeu. ».

## Filmographie

### Réalisateur

#### Courts métrages
- 1955 : La Bicyclette (pl) (Rower)
- 1956 : Meurtre (pl) (Morderstwo)
- 1956 : Rire de toutes ses dents (pl) (Uśmiech Zębiczny)
- 1957 : Cassons le bal (pl) (ou Les trouble-fête) (Rozbijemy Zabawę)
- 1957 : Kirk Douglas (documentaire)
- 1958 : Deux hommes et une armoire (pl) (Dwaj Ludzie z Szafą)
- 1959 : La Lampe (pl) (Lampa)
- 1959 : Quand les anges tombent (pl) (Gdy Spadają Anioły)
- 1960 : Le Gros et le Maigre
- 1962 : Les Mammifères (pl) (Ssaki)
- 1964 : Les Plus Belles Escroqueries du monde - segment La Rivière de diamants
- 2007 : Chacun son cinéma - segment Cinéma érotique
- 2009 : Greed, a New Fragrance by Francesco Vezzoli
- 2012 : A Therapy (publicité pour la marque Prada)
- 2014 : You think you're a man (clip pour Emmanuelle Seigner)

#### Longs métrages
- 1962 : Le Couteau dans l'eau (Nóż w wodzie)
- 1965 : Répulsion (Repulsion)
- 1966 : Cul-de-sac
- 1967 : Le Bal des vampires (The Fearless Vampire Killers ou Pardon me, but your teeth are in my neck)
- 1968 : Rosemary’s Baby
- 1971 : Macbeth (The Tragedy of Macbeth)
- 1972 : Weekend of a Champion, coréalisé avec Frank Simon
- 1972 : Quoi ? (What ?, Che ? Co?)
- 1974 : Chinatown
- 1976 : Le Locataire (The Tenant)
- 1979 : Tess
- 1986 : Pirates
- 1988 : Frantic
- 1992 : Lunes de fiel (Bitter Moon)
- 1994 : La Jeune Fille et la Mort (Death and the Maiden)
- 1999 : La Neuvième Porte (The Ninth Gate)
- 2002 : Le Pianiste (The Pianist)
- 2005 : Oliver Twist
- 2010 : The Ghost Writer
- 2011 : Carnage
- 2013 : La Vénus à la fourrure
- 2017 : D'après une histoire vraie
- 2019 : J'accuse
- 2023 : The Palace

### Acteur
- 1953 : Trois récits (pl) (Trzy opowieści) - segment Jacek, de Konrad Nalecki : Genek « le petit »
- 1955 : Zaczarowany rower (pl), de Silik Sternfeld (pl): Adaś
- 1955 : La Bicyclette (pl) (Rower) (court-métrage), de Roman Polanski : celui qui veut acheter un vélo
- 1955 : Godzina bez slonca (court-métrage), de Paweł Komorowski :
- 1955 : Une fille a parlé (ou Génération) (Pokolenie), d'Andrzej Wajda : Mundek
- 1956 : Nikodem Dyzma (pl), de Jan Rybkowski : le garçon à l'hôtel (non crédité)
- 1957 : Wraki (pl), d'Ewa Petelska et Czesław Petelski (pl)
- 1957 : Koniec nocy (pl), de Julian Dziedzina, Paweł Komorowski et Walentyna Uszycka : le petit
- 1957 : Ils aimaient la vie (Kanał) d'Andrzej Wajda : l'insurgé rampant
- 1958 : Deux hommes et une armoire (pl) (Dwaj Ludzie z Szafą) (court-métrage), de Roman Polanski : le mauvais garçon
- 1958 : Téléphonez à ma femme (pl) (Co řekne žena), de Jaroslav Mach : un danseur
- 1958 : Eroica d'Andrzej Munk : l'ange gardien
- 1958 : Suita polska (court-métrage)[185], de Claude Guillemot
- 1959 : La Lampe (pl) (Lampa) (court-métrage), de Roman Polanski : un passant (non crédité)
- 1959 : Quand les anges tombent (pl) (Gdy spadają anioły) (court-métrage), de Roman Polanski : vieille femme
- 1959 : La Dernière Charge (Lotna), d'Andrzej Wajda : le musicien
- 1960 : De la veine à revendre (Zezowate szczęście), d'Andrzej Munk : le tuteur de Jola (non crédité)
- 1960 : Au revoir, à demain (pl) (Do widzenia, do jutra), de Janusz Morgenstern : Romek
- 1960 : Les Innocents charmeurs (Niewinni czarodzieje), d'Andrzej Wajda : Dudzio
- 1960 : Le Gros et le maigre (court-métrage), de Roman Polanski : le maigre
- 1960 : Ostrożnie Yeti (pl) d'Andrzej Czekalski : le chauffeur
- 1961 : Samson, d'Andrzej Wajda
- 1962 : Le Couteau dans l'eau (Nóż w wodzie), de Roman Polanski : la voix du jeune homme (non crédité)
- 1965 : Répulsion (Repulsion), de Roman Polanski : joueur de cuillère
- 1967 : Le Bal des vampires (The Fearless Vampire Killers), de Roman Polanski : Alfred, l'assistant du professeur Abronsius
- 1969 : Un Beatle au paradis (The Magic Christian), de Joseph McGrath : le buveur solitaire
- 1972 : Quoi ? (What?), de Roman Polanski : Moustique (non crédité)
- 1974 : Du sang pour Dracula (Dracula cerca sangue di vergine… e morì di sete!!!), de Paul Morrissey : l'homme dans la taverne (non crédité)
- 1974 : Chinatown, de Roman Polanski : l'homme au couteau
- 1976 : Le Locataire, de Roman Polanski : Trelkovsky
- 1982 : Chassé-croisé, d'Arielle Dombasle
- 1989 : En attendant Godot (TV), de Walter Asmus : Lucky
- 1992 : Back in the USSR, de Deran Sarafian : Kurilov
- 1994 : Grosse Fatigue, de Michel Blanc : lui-même
- 1994 : Une pure formalité (Una Pura formalità), de Giuseppe Tornatore : Inspecteur
- 2000 : Hommage à Alfred Lepetit, de Jean Rousselot
- 2002 : Zemsta (La Vengeance), d'Andrzej Wajda : Józef Papkin
- 2007 : Rush Hour 3, de Brett Ratner : Détective Revi
- 2008 : Caos calmo, d'Antonello Grimaldi : Steiner
- 2008 : Roman Polanski: Wanted and Desired, de Marina Zenovich : lui-même (images d'archives)
- 2011 : Roman Polanski: A Film Memoir de Laurent Bouzereau : lui-même
- 2012 : Roman Polanski: un homme traqué de Marina Zenovich : lui-même (images d'archives)
- 2021 : Polanski, Horowitz. Hometown de Mateusz Kudla, documentaire : lui-même[186]

Nota bene : Roman Polanski ne se crédite jamais comme acteur dans ses propres films comme Le Bal des vampires, Quoi ? et Le Locataire.

### Scénariste
- 1955 : La Bicyclette (pl) (Rower)
- 1956 : Meurtre (pl) (Morderstwo)
- 1956 : Rire de toutes ses dents (pl) (Usmiech Zebiczny)
- 1957 : Cassons le bal (pl) ou Les trouble-fête (Rozbijemy Zabawe)
- 1957 : Kirk Douglas (documentaire)
- 1958 : Deux hommes et une armoire (pl) (Dwaj Ludzie Z Szafa)
- 1959 : La Lampe (pl) (Lampa)
- 1959 : Quand les anges tombent (pl) (Gdy Spadaja Z Nieba Anioly)
- 1960 : Le Gros et le maigre
- 1962 : Les Mammifères (pl) ou Les Bipèdes familiers (Ssaki)
- 1962 : Le Couteau dans l'eau ou Sillages (Nóż w wodzie)
- 1964 : Aimez-vous les femmes ?
- 1964 : La Rivière de diamants (segment intégré au long-métrage Les Plus Belles Escroqueries du monde)
- 1965 : Répulsion, coécrit avec Gérard Brach et David Stone
- 1966 : Cul-de-sac, coécrit avec Gérard Brach
- 1967 : Le Bal des vampires (The Fearless Vampire Killers ou Pardon me, but your teeth are in my neck), coécrit avec Gérard Brach
- 1968 : Rosemary’s baby
- 1970 : A Day at the Beach
- 1971 : Le Bateau sur l'herbe
- 1971 : Macbeth (The Tragedy of Macbeth), coécrit avec Kenneth Tynan
- 1972 : Quoi ? (What?, Che?), coécrit avec Gérard Brach
- 1974 : Chinatown, coécrit avec Robert Towne
- 1976 : Le Locataire (The Tenant), coécrit avec Gérard Brach
- 1979 : Tess, avec Nastassja Kinski, coécrit avec Gérard Brach et John Brownjohn
- 1986 : Pirates, coécrit avec Gérard Brach et John Brownjohn
- 1988 : Frantic, coécrit avec Gérard Brach
- 1992 : Lunes de fiel (Bitter Moon), coécrit avec Gérard Brach, John Brownjohn et Jeff Gross
- 1999 : La Neuvième Porte (The Ninth Gate), coécrit avec John Brownjohn d'après un scénario de Enrique Urbizu
- 2010 : The Ghost Writer, coécrit avec Robert Harris
- 2011 : Carnage, avec Jodie Foster, coécrit avec Yasmina Reza
- 2013 : La Vénus à la fourrure, coécrit avec David Ives
- 2017 : D'après une histoire vraie, coécrit avec Olivier Assayas

### Producteur
- 1960 : Le Gros et le maigre (producteur)
- 1966 : G.G. Passion (coproducteur)
- 1970 : A Day at the Beach (producteur)
- 1972 : Weekend of a Champion (producteur)
- 1992 : Lunes de fiel (Bitter Moon) (producteur)
- 1999 : Castelnuovo (producteur)
- 1999 : La Neuvième Porte (The Ninth Gate) (producteur)
- 2002 : Le Pianiste (The Pianist) (producteur)
- 2005 : Oliver Twist (producteur)
- 2007 : Chacun son cinéma (producteur du segment Cinéma érotique)
- 2010 : The Ghost Writer (producteur)

## Théâtre
- 1948 : Le Fils du régiment de Valentin Kataiev au Young Spectator Theater, Varsovie (interprétation)
- 1978-1979 : En attendant Godot de Samuel Beckett (il interprète Lucky)
- 1981 : Amadeus de Peter Shaffer, Paris et Varsovie (mise en scène et interprétation)
- 1988 : La Métamorphose d'après Franz Kafka, mise en scène Steven Berkoff, théâtre du Gymnase Marie Bell
- 1987 : Le Viol du soleil d'après Peter Shaffer, Paris (mise en scène et interprétation)
- 1996-1997 : Master Class de Terrence McNally, adaptation Pierre Laville, théâtre de la Porte Saint Martin (mise en scène), avec Fanny Ardant
- 1997 : Le Bal des vampires (Tanz der Vampyre), comédie musicale de Jim Steinman et Michael Kunze adaptée de son film, Vienne (mise en scène)
- 1999 : Amadeus de Peter Shaffer, Milan (mise en scène)
- 2003 : Hedda Gabler d'Henrik Ibsen au théâtre Marigny, Paris (mise en scène)
- 2004 : Le Bal des vampires, comédie musicale, Stuttgart (supervision et vérification)
- 2006 : Doute de John Patrick Shanley au théâtre Hébertot, Paris (mise en scène)
- 2006 : Le Bal des vampires, comédie musicale, Berlin (mise en scène)
- 2014-2015 : Le Bal des vampires, comédie musicale au théâtre Mogador, Paris (mise en scène)

## Opéra
- 1974 : Lulu d'Alban Berg, Festival de Spolète (mise en scène)
- 1976 : Rigoletto de Giuseppe Verdi, opéra de Munich (mise en scène)
- 1992 : Les Contes d'Hoffmann de Jacques Offenbach, opéra Bastille, Paris (mise en scène et production)

## Musique
- 2010 : Qui êtes-vous ? en duo avec Emmanuelle Seigner, album Dingue

## Dans la fiction
- 2009 : Polanski Unauthorized de Damian Chapa, joué par Damian Chapa
- 2019 : Once Upon a Time… in Hollywood de Quentin Tarantino, joué par Rafał Zawierucha

## Distinctions

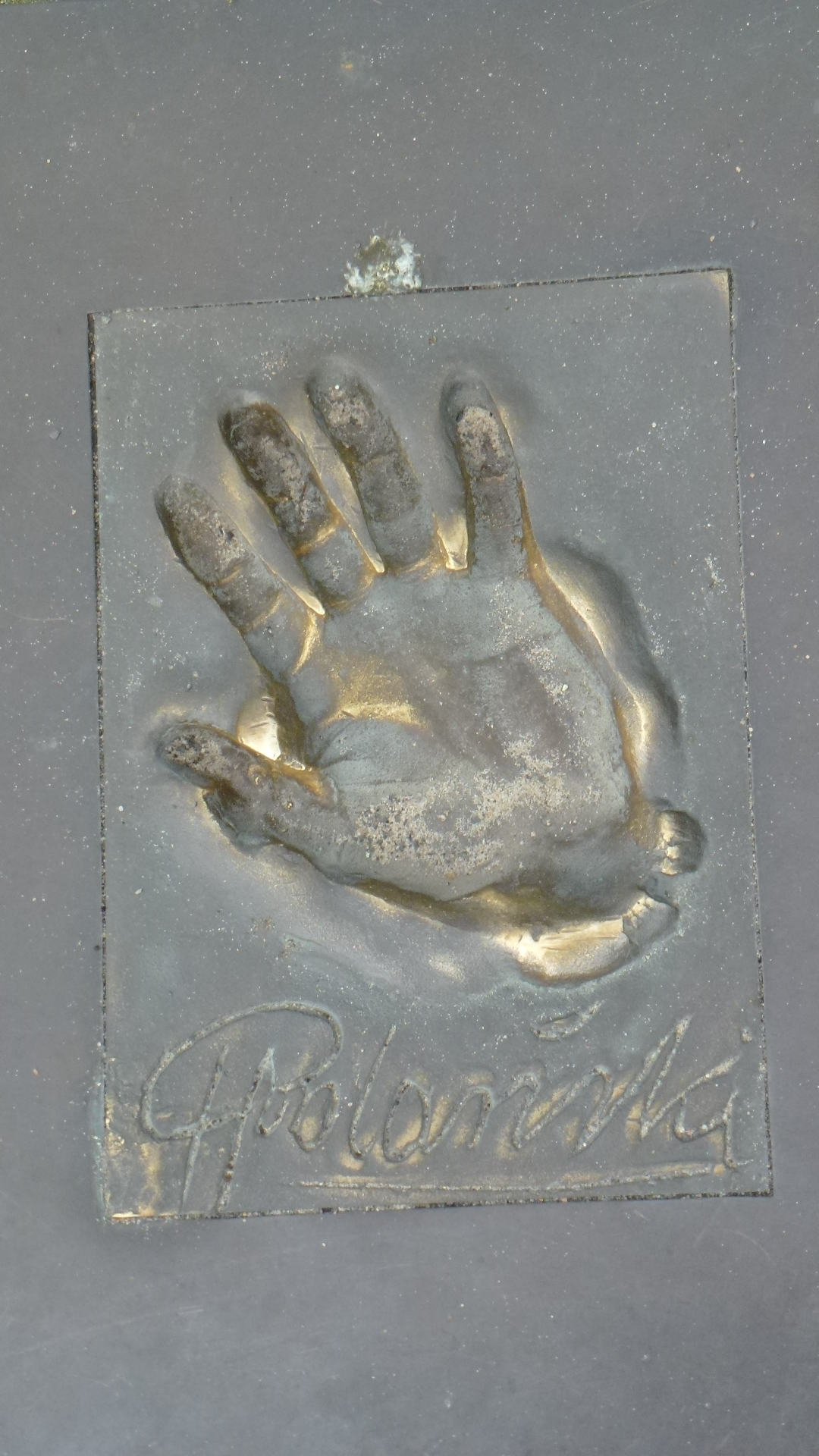
Empreinte de la main de Polanski sur la Promenade des étoiles à Międzyzdroje (Pologne)

Roman Polanski a reçu plusieurs récompenses au cours de sa carrière, dont un oscar, trois Golden Globes, une palme d'or au Festival de Cannes, trois BAFTA, un ours d'or au Festival de Berlin et dix césars. Il est également commandeur dans l'ordre des Arts et des Lettres.

### Récompenses

#### Cinéma
- Pour J'accuse :
  - 2019 : grand prix du jury et prix FIPRESCI à la 76e Mostra de Venise
  - 2020 : césar du cinéma : meilleur réalisateur et meilleure adaptation
- Pour D'après une histoire vraie :
  - 2017 : prix FIPRESCI au 28e Festival international du film de Stockholm
- Pour La Vénus à la fourrure :
  - 2013 : prix Art Cinema Award de la Confédération internationale des cinémas d'art et d'essai au Festival du film de Hambourg[l]
  - 2014 : césar du cinéma : meilleur réalisateur
  - 2014 : prix Lumières : meilleur scénario
- Pour Carnage :
  - 2011 : petit lion d'or à la 68e Mostra de Venise
  - 2012 : césar du cinéma : meilleure adaptation
  - 2012 : David di Donatello : meilleur film de l'Union européenne

- Pour The Ghost Writer :

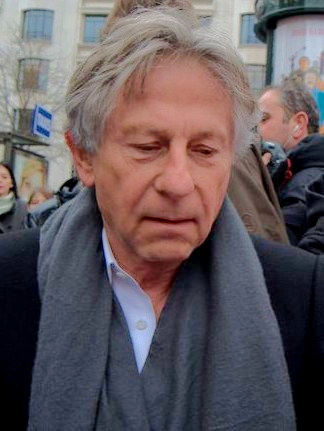
Roman Polanski se rendant au déjeuner des nommés de la 36e cérémonie des César de 2011.

  - 2010 : ours d'argent de la meilleure réalisation au 60e Festival de Berlin
  - 2010 : prix du cinéma européen : meilleur film, meilleur réalisateur et meilleur scénariste
  - 2011 : césar du cinéma : meilleur réalisateur et meilleure adaptation
  - 2011 : étoile d'or du cinéma français : meilleur réalisateur
  - 2011 : prix Lumières : meilleur réalisateur et meilleur scénario
- Pour Le Pianiste :
  - 2002 : palme d'or au 55e Festival de Cannes
  - 2003 : césar du cinéma : meilleur film et meilleur réalisateur
  - 2003 : étoile d'or du cinéma français : meilleur réalisateur
  - 2003 : oscar du cinéma : meilleur réalisateur
  - 2003 : BAFTA Awards : Meilleur film et meilleur réalisateur
  - 2003 : aigle du cinéma polonais : meilleur film et meilleur réalisateur
  - 2003 : lion tchèque : prix du meilleur film étranger
  - 2003 : prix Goya : meilleur film européen
  - 2003 : ruban d'argent : prix du réalisateur du meilleur film étranger
  - 2003 : Boston Society of Film Critics : prix de la meilleure réalisation
  - 2003 : National Society of Film Critics : prix de la meilleure réalisation
- Pour Tess :
  - 1980 : césar du cinéma : meilleur film et meilleur réalisateur
  - 1980 : Los Angeles Film Critics Association : prix de la meilleure réalisation
  - 1981 : Golden Globes : meilleur film étranger
  - 1981 : Boston Society of Film Critics : prix de la meilleure réalisation
- Pour Chinatown :
  - 1975 : Golden Globes : meilleur réalisateur
  - 1975 : BAFTA Awards : meilleur réalisateur
- Pour Rosemary’s Baby :
  - 1969 : David di Donatello : meilleur réalisateur étranger
- Pour Cul-de-sac :
  - 1966 : ours d'or du meilleur film au 16e Festival de Berlin
- Pour Répulsion :
  - 1965 : grand prix du jury et prix FIPRESCI au 15e festival de Berlin
- Pour Le Couteau dans l'eau :
  - 1962 : prix FIPRESCI à la 23e Mostra de Venise
- Pour Les Mammifères :
  - 1962 : grand prix aux Journées internationales du film de court métrage de Tours
  - 1963 : dragon d'or du meilleur film au Festival du film de Cracovie
  - 1963 : prix du meilleur film au Festival international du court métrage d'Oberhausen
- Pour Le gros et le maigre :
  - 1963 : prix du meilleur court métrage au festival international du film de Melbourne
- Pour Deux hommes et une armoire :
  - 1958 : Golden Gate Award du meilleur court métrage au festival international du film de San Francisco
  - 1958 : médaille de bronze au Festival international du cinéma expérimental de Knokke-le-Zoute (qui s'est déroulé cette année là à Bruxelles)
  - 1959 : Honorable Mention festival international du court métrage d'Oberhausen

#### Théâtre
- Pour Amadeus de Peter Shaffer :
  - 1981 : prix du Brigadier

### Nominations

#### Cinéma
- Pour La Vénus à la fourrure :
  - 2013 : palme d'or au 66e Festival de Cannes
  - 2014 : césar du cinéma : meilleur film et meilleure adaptation
  - 2014 : David di Donatello : meilleur film de l'Union européenne
- Pour Carnage :
  - 2011 : lion d'or à la 68e Mostra de Venise
  - 2012 : prix Goya : meilleur film européen
- Pour The Ghost Writer :
  - 2010 : ours d'or du meilleur film au 60e Festival de Berlin
  - 2010 : prix du cinéma européen : People's Choice Award
  - 2011 : césar du cinéma : meilleur film
  - 2011 : étoile d'or du cinéma français : meilleur film
  - 2011 : prix Goya : meilleur film européen
- Pour Oliver Twist :
  - 2005 : prix du cinéma européen : meilleur film
- Pour Le Pianiste :
  - 2003 : oscar du cinéma : meilleur film
  - 2003 : Golden Globes : meilleur film dramatique
  - 2003 : Directors Guild of America : prix de la meilleure réalisation pour un film
  - 2003 : étoile d'or du cinéma français : meilleur film
- Pour La Jeune Fille et la Mort :
  - 1994 : Film Independent's Spirit Awards : meilleur réalisateur
- Pour Tess :
  - 1981 : oscar du cinéma : meilleur réalisateur
  - 1981 : Golden Globes : meilleur réalisateur
- Pour Le Locataire :
  - palme d'or au 29e Festival de Cannes
- Pour Chinatown :
  - 1975 : oscar du cinéma : meilleur réalisateur
  - 1975 : Directors Guild of America : prix de la meilleure réalisation pour un film
- Pour Rosemary’s Baby :
  - 1969 : oscar du cinéma : meilleur scénario adapté
  - 1969 : Golden Globes : meilleur scénario
  - 1969 : Directors Guild of America : prix de la meilleure réalisation pour un film
  - 1969 : prix Edgar-Allan-Poe : meilleur film
- Pour Répulsion :
  - 1965 : ours d'or du meilleur film au 15e Festival de Berlin
- Pour Le Couteau dans l'eau :
  - 1964 : oscar du cinéma : meilleur film en langue étrangère
  - 1964 : BAFTA Awards : Meilleur film

#### Théâtre
- Pour La Métamorphose :
  - 1988 : molière : molière du comédien
- Pour Maria Callas, la leçon de chant :
  - 1997 : molière : molière du metteur en scène
- Pour Le Bal des vampires :
  - 2015 : molière : molière du metteur en scène d'un spectacle du théâtre privé

### Décorations et honneurs
- date inconnue : Commandeur de l'ordre des Arts et des Lettres
- 1993 : lion d'or pour la carrière à la 50e Mostra de Venise
- 1998 : élu membre de l'Académie des beaux-arts de l'Institut de France
- 1999 : prix René-Clair pour l'ensemble de son œuvre
- 1999 : prix de l'accomplissement dans le cinéma mondial de l'Académie européenne du cinéma
- 1999 : prix spécial pour l'ensemble de sa carrière au Festival international du film de Stockholm
- 2003 : prix d'honneur aux Bavarian Film Awards
- 2003 : prix de la critique tchèque pour l'ensemble de sa carrière
- 2004 : Globe de Cristal d'honneur pour l'ensemble de sa carrière au Festival international du film de Karlovy Vary
- 2004 : doctorat honoris causa de l'université nationale de cinématographie de Bucarest
- 2006 : Lifetime Achievement Award des prix du cinéma européen pour l'ensemble de sa carrière aux Prix du cinéma européen
- 2007 : aigle d'or de l'Académie nationale des arts et des sciences cinématographiques de Russie pour l'ensemble de sa carrière
- 2009 : prix Henri-Langlois pour l'ensemble de sa carrière
- 2009 : prix d'honneur pour l'ensemble de sa carrière au Festival du film de Zurich
- 2011 : prix Lumières d'honneur pour l'ensemble de son œuvre

## Box-office
| Film                              | Budget       | États-Unis   | France            | Monde         |
| --------------------------------- | ------------ | ------------ | ----------------- | ------------- |
| Le Couteau dans l'eau (1962)      | NC           | NC           | 107 266 entrées   | NC            |
| Répulsion (1965)                  | 300 000 $    | NC           | 520 361 entrées   | NC            |
| Cul-de-sac (1966)                 | NC           | NC           | 312 099 entrées   | NC            |
| Le Bal des vampires (1967)        | 2 000 000 $  | NC           | 3 411 078 entrées | NC            |
| Rosemary’s Baby (1968)            | 3 200 000 $  | 33 400 000 $ | 1 320 288 entrées | NC            |
| Macbeth (1971)                    | 3 100 000 $  | NC           | 164 729 entrées   | NC            |
| Quoi ? (1972)                     | NC           | NC           | 395 040 entrées   | NC            |
| Chinatown (1974)                  | 6 000 000 $  | 23 169 837 $ | 1 822 631 entrées | NC            |
| Le Locataire (1976)               | NC           | 1 924 733 $  | 534 637 entrées   | NC            |
| Tess (1979)                       | 11 000 000 $ | 20 093 330 $ | 1 912 948 entrées | NC            |
| Pirates (1986)                    | 40 000 000 $ | 1 641 825 $  | 1 939 268 entrées | NC            |
| Frantic (1988)                    | 20 000 000 $ | 17 637 950 $ | 1 293 721 entrées | NC            |
| Lunes de fiel (1992)              | 5 000 000 $  | 1 862 805 $  | 764 956 entrées   | NC            |
| La Jeune Fille et la Mort (1994)  | 12 000 000 $ | 2 104 000 $  | 408 628 entrées   | NC            |
| La Neuvième Porte (1999)          | 38 000 000 $ | 18 531 411 $ | 1 425 170 entrées | 58 271 973 $  |
| Le Pianiste (2003)                | 35 000 000 $ | 32 572 577 $ | 1 594 548 entrées | 120 066 587 $ |
| Oliver Twist (2005)               | 60 000 000 $ | 2 080 321 $  | 1 513 871 entrées | 42 487 287 $  |
| The Ghost Writer (2010)           | 45 000 000 $ | 15 541 549 $ | 1 081 016 entrées | 60 222 298 $  |
| Carnage (2011)                    | 25 000 000 $ | 2 547 047 $  | 437 278 entrées   | 27 603 069 $  |
| La Vénus à la fourrure (2013)     | 7 848 422 €  | 373 605 $    | 264 029 entrées   | 4 872 082 $   |
| D'après une histoire vraie (2017) | 12 960 000 € | NC           | 108 374 entrées   | 3 028 025 $   |
| J'accuse (2019)                   | 25 480 000 € | NC           | 1 566 745 entrées | 18 695 983 $  |

- Sources : JPBox-Office.com[188] et BoxOfficeMojo.com[189]
- Légendes : Budget (entre 1 et 10 M$, entre 10 et 100 M$ et plus de 100 M$), États-Unis (entre 1 et 50 M$, entre 50 et 100 M$ et plus de 100 M$), France (entre 100 000 et 1 M d'entrées, entre 1 et 2 M d'entrées et plus de 2 M d'entrées) et Monde (entre 1 et 100 M$, entre 100 et 200 M$ et plus de 200 M$).

## Publications
- (en) Roman Polanski, Roman Polanski's What?, Londres, Lorrimer. 106 pages, 1973  (ISBN 978-0-85647-033-2) et What?, New York, Third Press, 91 p., 1973  (ISBN 978-0-89388-121-4)
- (en) Three Film Scripts, Cul-de-sac [scénario original de Roman Polanski et Gérard Brach], Repulsion [scénario original de Roman Polanski et de Gérard Brach], Knife in the Water [Le Couteau dans l'eau, scénario original de Jerzy Skolimowski, Jakub Goldberg et Roman Polanski], introduction et traduction par Boleslaw Sulik, New York, Fitzhenry and Whiteside, 1975. 275 p.  (ISBN 978-0-06-430062-9)

- Le Locataire [scénario adapté par Gérard Brach et Roman Polanski, d'après le roman de Roland Topor : Le Locataire chimérique], Paris, L'Avant-Scène, 1976
- Roman Polanski (trad. de l'anglais par Jean Pierre Carasso), Roman par Polanski, Paris, Éditions Robert Laffont, 1984 (réimpr. 2016) (1re éd. 1984), 502 p. (ISBN 978-2-221-00803-4 et 2-221-00803-0)
- Roman Polanski, Ne courez pas ! Marchez !, Flammarion, 2025, 262 p.